# Gilded Age

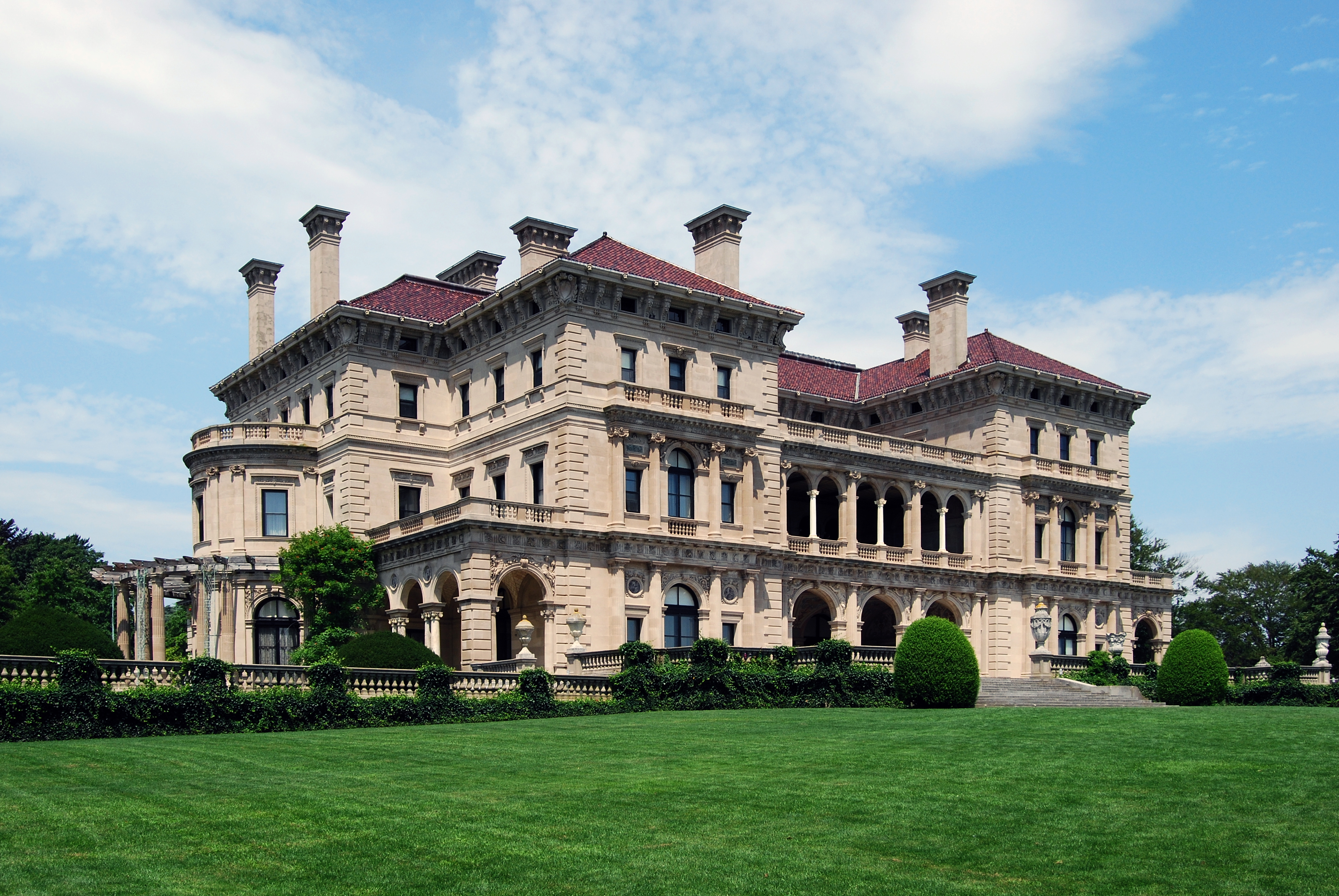
"The Breakers", mansión de la época Gilded Age en Newport, Rhode Island, perteneciente a la familia Vanderbilt.

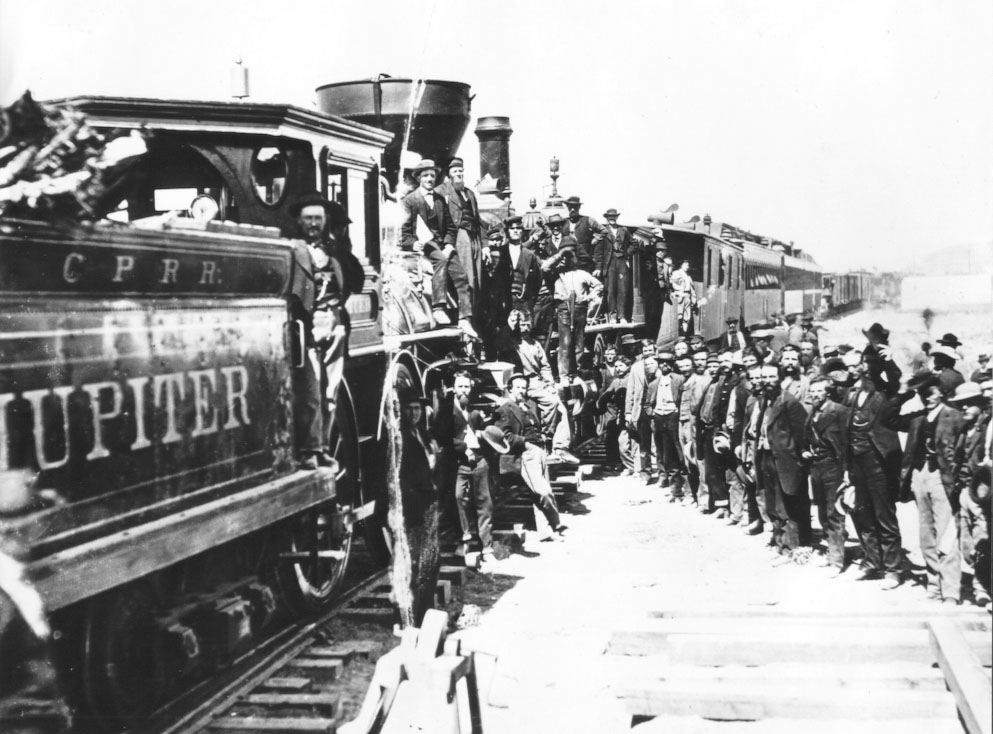
La celebración por la finalización del primer ferrocarril transcontinental, 10 de mayo de 1869.

En la historia de los Estados Unidos, la denominada Gilded Age (lit., 'edad chapada en oro' o 'edad dorada') es el período entre la década de 1870 y la de 1890, después de la guerra de Secesión y de la Reconstrucción, en que el país conoció una expansión económica, industrial y demográfica sin precedentes, sobre todo en el norte y oeste, pero también un gran conflicto social y grandes desigualdades económicas y sociales.
El término Gilded Age se volvió de uso común durante las décadas de 1920 y 1930 y se derivó de la obra del escritor Mark Twain (junto con Charles Dudley Warner) The Gilded Age: A Tale of Today (La Edad Chapada en Oro: una historia de hoy), que hacía sátira de una era de serios problemas sociales enmascarada bajo una muy delgada capa de pan de oro. La primera mitad de la Edad Dorada coincidió aproximadamente con la mitad de la era victoriana en Gran Bretaña y la Belle Époque en Francia. Su inicio, en los años posteriores a la guerra civil estadounidense, coincide con la Era de la Reconstrucción (que terminó en 1877). Fue seguida, en la década de 1890, por la Era Progresista.
La Gilded Age se solapó con la Reconstrucción (que se acabó en 1877) e incluyó el pánico de 1873. La época se caracterizó por un crecimiento extraordinariamente rápido del ferrocarril, de pequeñas fábricas, bancos, almacenes, de minas y otros negocios familiares, junto con una enorme expansión de las tierras arables altamente fértiles del Oeste. También hubo un gran aumento de la diversidad étnica de los inmigrantes europeos y de los estados orientales, atraídos por las promociones de las compañías de navegación y de ferrocarril, que destacaban la posibilidad de encontrar trabajo y tierras arables. 
Los salarios estadounidenses, especialmente el de los trabajadores cualificados, eran mucho más altos que en Europa, lo que atrajo a millones de inmigrantes. El aumento de la industrialización produjo un aumento de los beneficios empresariales y también de los salarios reales que crecieron un 48% desde 1880 hasta 1890, lo que no impidió que fuera una época de pobreza para quienes no conseguían trabajo y para los inmigrantes europeos. Se produjo la Gran Depresión de 1873, dos grandes depresiones a nivel nacional junto con dos pánicos bancarios (el pánico de 1873 y el pánico de 1893).
El Sur de Estados Unidos se mantuvo económicamente devastado; su economía llegó a estar cada vez más ligada a la producción de algodón y el tabaco, cuyos precios bajaron. Los afroestadounidenses en el sur fueron despojados del poder político y de los derechos de voto. 
El panorama político fue notable porque, a pesar de cierto nivel de corrupción, la participación electoral fue muy alta y en las elecciones nacionales se vieron dos partidos muy igualados. Los temas dominantes eran los culturales (especialmente los relacionados con la prohibición, la educación y los grupos étnicos o raciales) y los económicos (aranceles y el suministro de dinero). Con el rápido crecimiento de las ciudades, las maquinarias políticas tomaron cada vez más el control de la política urbana. En los negocios, se formaron poderosos trusts a nivel nacional en algunas industrias. Los sindicatos lucharon por  por la reducción de la jornada laboral, jornadas laborales de ocho horas y la abolición del trabajo infantil; los reformistas de clase media exigieron la reforma de la administración pública, la prohibición del licor y la cerveza, y el sufragio femenino. Gobiernos locales en el Norte y el Oeste construyeron escuelas públicas, principalmente escuelas primarias; empezaron a surgir escuelas secundarias públicas. Se fundaron instituciones privadas con el apoyo de filántropos locales. Las numerosas confesiones religiosas crecieron en número de miembros y en riqueza, convirtiéndose el catolicismo en la más grande. Todas ellas ampliaron su actividad misionera al ámbito mundial. Católicos, luteranos y episcopalianos fundaron escuelas religiosas y las comunidades más grandes fundaron numerosas universidades, hospitales y obras de caridad. Muchos de los problemas a los que se enfrentaba la sociedad, especialmente la pobreza, dieron lugar a intentos de reforma en la subsiguiente era progresista.

## Avances industriales y tecnológicos

### Avances técnicos
La Gilded Age (Edad Dorada) fue un periodo de crecimiento económico a medida que los Estados Unidos se ponía a la cabeza de la industrialización por delante de Gran Bretaña. La nación estaba expandiendo rápidamente su economía hacia nuevas áreas, especialmente la industria pesada como las fábricas, los ferrocarriles y la minería del carbón. En 1869, el primer ferrocarril transcontinental abrió las regiones mineras y ganaderas del lejano oeste. El viaje de Nueva York a San Francisco pasó a durar seis días en lugar de seis meses. El kilometraje de las vías férreas se triplicó entre 1860 y 1880, y volvió a duplicarse para 1920. Las nuevas vías férreas unieron zonas anteriormente aisladas con mercados más grandes y permitieron el aumento de la agricultura, la ganadería y la minería comerciales, creando un verdadero mercado nacional. La producción de acero estadounidense aumentó hasta superar los totales combinados de la Gran Bretaña, Alemania y Francia.
Inversores en Londres y París inyectaron dinero en los ferrocarriles a través del mercado financiero estadounidense centrado en Wall Street. Para 1900, el proceso de concentración económica se había extendido a la mayoría de ramas de la industria: unas pocas grandes corporaciones, llamadas "trusts", dominaban el acero, el petróleo, el azúcar, la carne y la maquinaria agrícola. A través de la integración vertical, estos trusts podían controlar cada aspecto de la producción de un bien específico, asegurándose de maximizar los beneficios del producto acabado y minimizar los precios, y, al controlar el acceso a las materias primas, impiendo que otras empresas pudieran competir en el mercado. Varios monopolios—siendo Standard Oil el más famoso— llegaron a dominar sus mercados manteniendo los precios bajos cuando aparecían competidores; crecieron a un ritmo cuatro veces superior al de los sectores competitivos.
El aumento de la mecanización de la industria es una marca importante de la búsqueda de la Gilded Age de formas más baratas de crear más productos. [cita requerida]Frederick Winslow Taylor descubrió que la eficiencia de los trabajadores en la industria acerera podía mejorarse por medio el uso de observaciones muy de cerca con un cronómetro para eliminar el desperdicio de esfuerzo. La mecanización convirtió a algunas fábricas en un grupo de trabajadores no cualificados llevando a cabo tareas simples y repetitivas bajo la dirección de capataces e ingenieros cualificados. Los talleres mecánicos crecieron rápidamente y en ellos trabajaban obreros e ingenieros altamente cualificados. Tanto el número de trabajadores no cualificados como el de los cualificados aumentó, al igual que sus salarios.
Se crearon escuelas de ingeniería para responder a la enorme demanda de conocimientos especializados[cita requerida]. Los ferrocarriles inventaron la administración moderna, con cadenas de mando claras, informes estadísticos y complejos sistemas burocráticos. Sistematizaron las funciones de los mandos intermedios y establecieron trayectorias profesionales explícitas. Contrataban a hombres jóvenes de 18 a 21 años y les daban ascensos internamente hasta que alcanzaban la categoría de ingeniero de locomotoras, conductor o agente de estación a los 40 años de edad, aproximadamente. Se inventaron trayectorias profesionales para trabajos manuales cualificados y para administradores de cuello blanco, empezando por los ferrocarriles y expandiéndose a las finanzas, la industria manufacturera y el comercio. Junto con el rápido crecimiento de las pequeñas empresas, una nueva clase media crecía rápidamente, especialmente en las ciudades del norte.
Estados Unidos se convirtió en líder mundial en tecnología aplicada. Entre 1860 y 1890 se concedieron 500.000 patentes para nuevos inventos, más de diez veces el número de patentes concedidas en los setenta años previos. George Westinghouse inventó los frenos de aire para los trenes (haciéndolos más seguros y rápidos). Theodore Vail creó la American Telephone & Telegraph Company y construyó una gran red de comunicaciones. Thomas Edison, además de inventar cientos de aparatos, estableció la primera empresa de alumbrado eléctrico, basándose en la corriente continua y en una eficiente lámpara incandescente. El suministro de energía eléctrica se extendió rápidamente por las ciudades de la Edad Dorada. Las calles se iluminaron en las noches y los tranvías eléctricos permitieron ir más rápido al trabajo y facilitaron las compras.
El petróleo dio origen a una nueva industria que comenzó con los campos petrolíferos de Pensilvania en la década de 1860. Estados Unidos dominó la industria global hasta la década de 1950. El queroseno sustituyó al aceite de ballena y a las velas para iluminar los hogares. John D. Rockefeller fundó la Standard Oil Company y monopolizó la industria petrolera, que producía principalmente queroseno antes de que el automóvil creara una demanda de gasolina en el siglo XX.

### Ferrocarriles

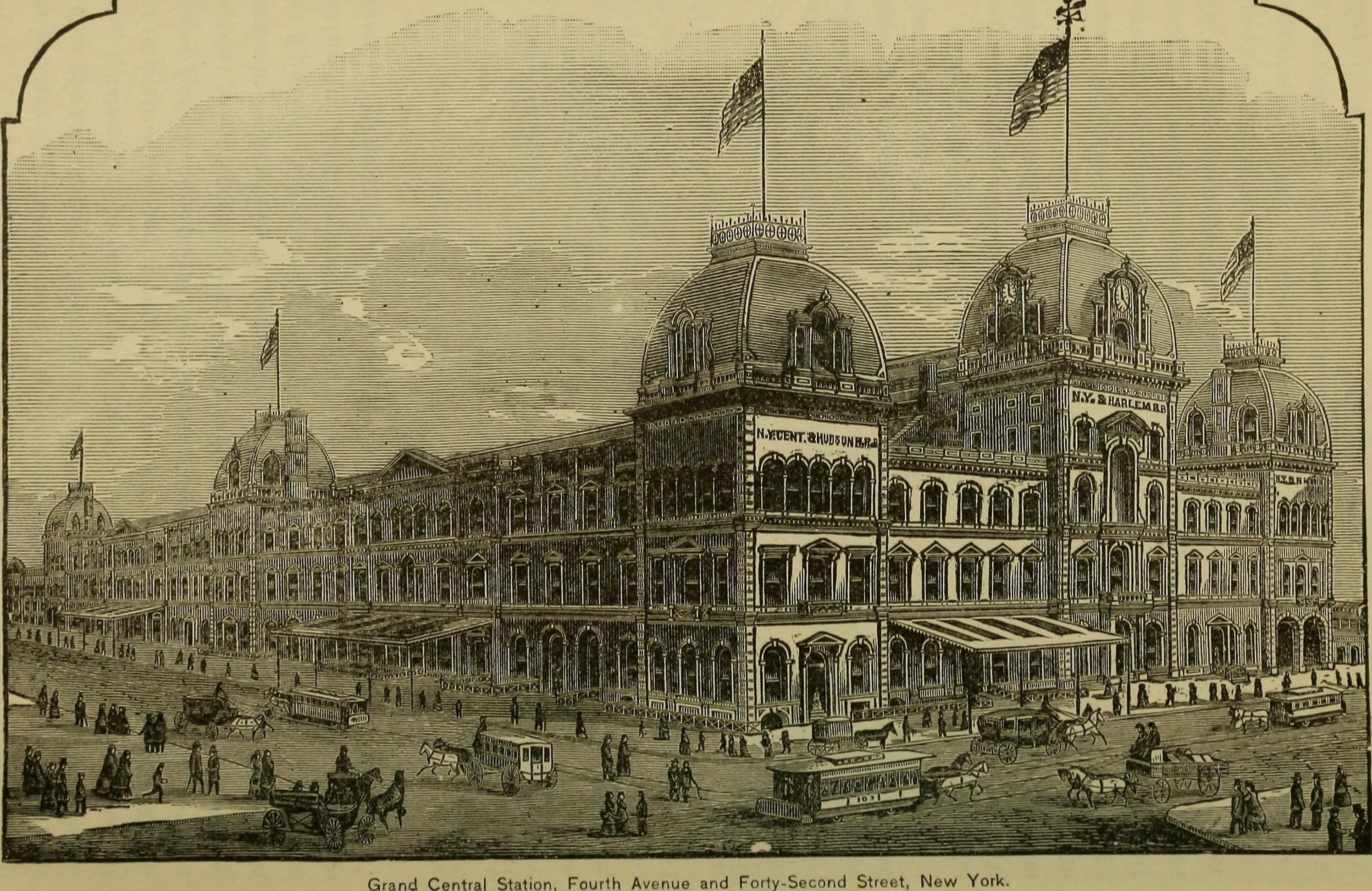
La Terminal Grand Central en la ciudad de Nueva York, abierta en 1871

Según el historiador Henry Adams, el sistema de ferrocarriles necesitó:
las energías de una generación, pues requería toda la nueva maquinaria a crear: capital, bancos, minas, hornos, talleres, centrales eléctricas, conocimientos técnicos, población mecánica, junto con una remodelación constante de los hábitos, ideas e instituciones sociales y políticas para adaptarse a la nueva escala y ajustarse a las nuevas condiciones. La generación entre 1865 y 1895 estaba ya hipotecada al ferrocarril, y nadie lo sabía mejor que la propia generación.
El impacto de los ferrocarriles puede examinarse a través de cinco aspectos: el transporte marítimo, las finanzas, la administración, las trayectorias profesionales y la reacción popular..

#### El transporte de mercancías y pasajeros

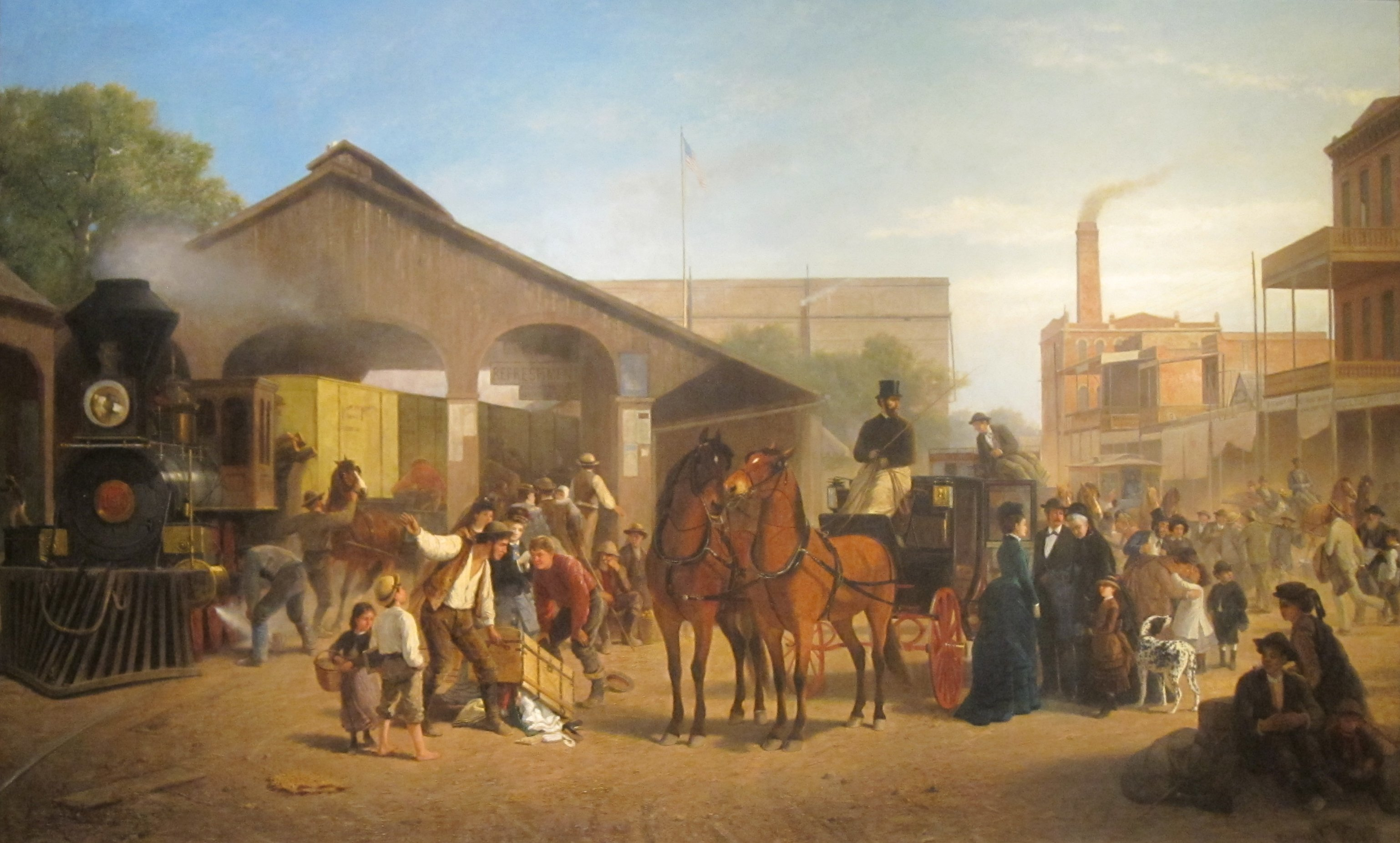
Estación ferroviaria de Sacramento en 1874

En primer lugar, los ferrocarriles proporcionaron una red muy eficaz para el transporte de mercancías y pasajeros a lo largo de un gran mercado nacional. El resultado fue un impacto transformador en la mayoría de sectores de la economía, incluyendo la manufactura, el comercio minorista y mayorista, la agricultura y las finanzas. Los Estados Unidos contaban ahora con un mercado nacional integrado prácticamente del mismo tamaño de Europa, sin barreras internas ni aranceles, todo ello apoyado por un idioma y sistema financiero comunes y un sistema jurídico común.
y también

#### Bases del sistema financiero privado
La financiación de los ferrocarriles proporcionó la base para una espectacular expansión del sistema financiero privado (no gubernamental). La construcción de ferrocarriles era mucho más costosa que la de fábricas. En 1860, el total combinado de acciones y bonos del ferrocarril era de 1.800 millones de dólares; en 1897 alcanzó los 10.600 millones de dólares (en comparación con una deuda nacional total de 1.200 millones de dólares). La financiación procedía de financieras de todo el noreste de los Estados Unidos y de Europa, especialmente de Gran Bretaña. Alrededor del 10% de la financiación provenía del gobierno, especialmente en forma de concesiones de tierras que podían realizarse cuando se abría una determinada cantidad de ferrovías. El emergente sistema financiero estadounidense se basaba en bonos ferroviarios. para 1860, Nueva York era el mercado financiero dominante. Los británicos invirtieron mucho en ferrocarriles en todo el mundo, pero en ningún lugar más que en los Estados Unidos; el total ascendió a unos 3.000 millones de dólares para 1914. Entre 1914 y 1917, liquidaron sus activos estadounidenses para pagar suministros de guerra.

#### La invención de la administración moderna
Los ferrocarriles inventaron la administración moderna, con cadenas de mando claras, informes estadísticos y complejos sistemas burocráticos. La administración de los ferrocarriles diseñó sistemas complejos que podían manejar relaciones simultáneas mucho más complicadas de lo que podía soñar un propietario de fábrica local que podía supervisar cada parte de su propia fábrica en cuestión de horas. Los ingenieros civiles se convirtieron en los administradores principales de los ferrocarriles. Los principales innovadores fueron el Ferrocarril Occidental de Massachusetts y los Ferrocarriles de Baltimore y Ohio en la década de 1840, el de Erie en la de 1850 y el de Pensilvania en la de 1860.

#### Trayectorias profesionales
Los ferrocarriles inventaron la carrera profesional en el sector privado tanto para obreros como para trabajadores de oficina. El ferrocarril se convirtió en una carrera de por vida para hombres jóvenes; las mujeres casi nunca eran contratadas. Una trayectoria profesional típica sería la de un joven contratado a los 18 años como obrero de taller, ascendido a mecánico especializado a los 24 años, guardafrenos a los 25, conductor de mercancías a los 27 y conductor de pasajeros a los 57 años. Las trayectorias profesionales de oficinistas también estaban delineadas. Los jóvenes con formación empezaban en trabajos administrativos o estadísticos y ascendían a agentes de estación o burócratas en las sedes de división o centrales. En cada nivel tenían más y más conocimientos, experiencia y capital humano. Era muy difícil reemplazarlos, y prácticamente se les garantizaba un puesto de trabajo permanente y se les proporcionaba seguro y atención médica. La contratación, el despido y las tarifas salariales no las fijaban los capataces, sino los administradores centrales, para minimizar así el favoritismo y los conflictos de personalidad. Todo se hacía según las reglas, por lo que un conjunto cada vez más complejo de reglas y normas dictaba a cada persona exactamente lo que debía hacer en cada circunstancia, y exactamente cuál sería su rango y su salario. Para la década de 1880, los ferroviarios de carrera se jubilaban y los sistemas de pensiones se inventaron para ellos.

#### La relación de amor y odio con los ferrocarriles

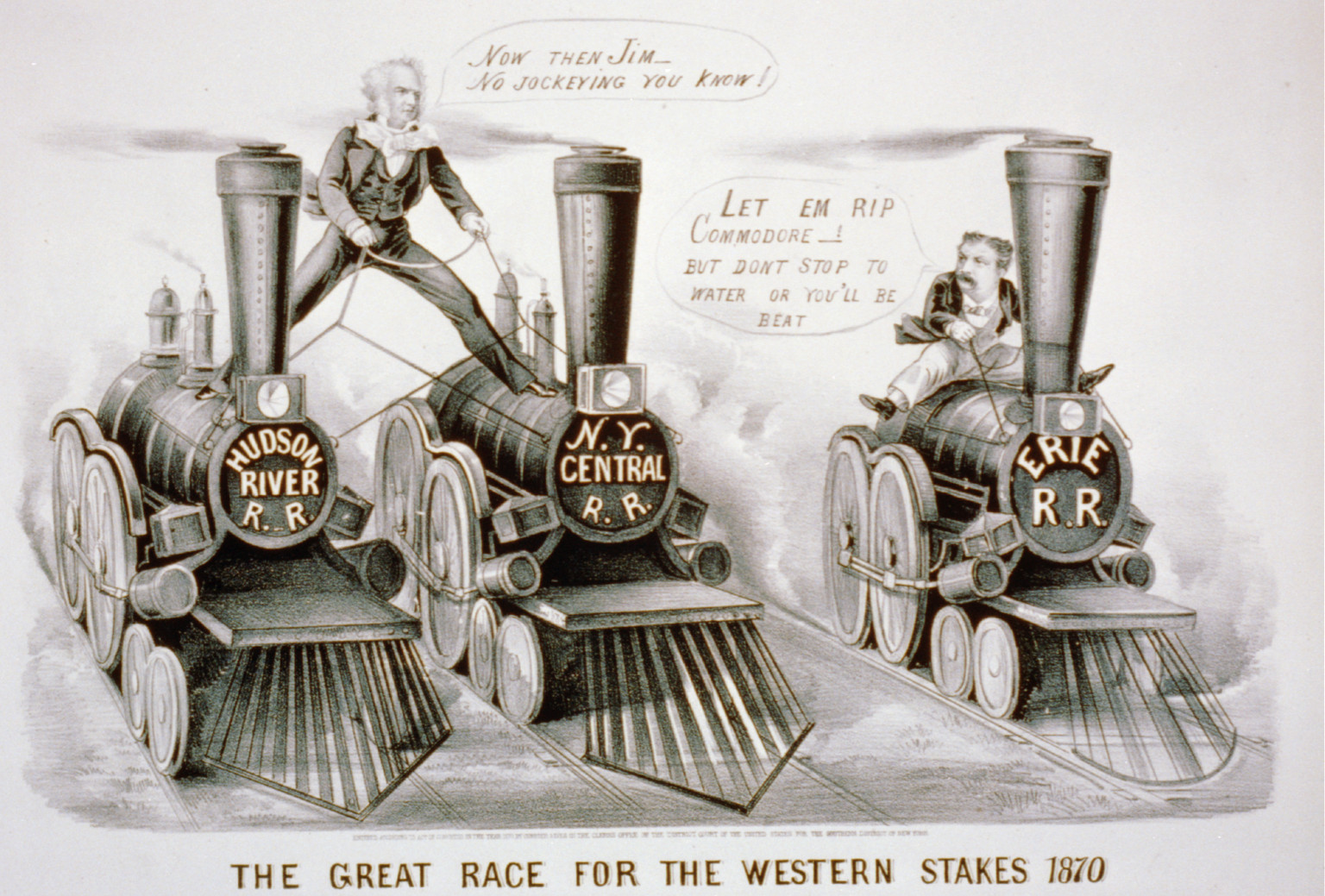
Cornelius Vanderbilt versus James Fisk Jr. en una famosa rivalidad con el Ferrocarril de Erie

Estados Unidos desarrolló una relación de amor-odio con los ferrocarriles. Promotores (boosters) en todas las ciudades trabajaban febrilmente para asegurarse de que el ferrocarril saliera adelante, sabiendo que sus sueños urbanos dependían de ello. El tamaño, alcance y eficiencia mecánicos de los ferrocarriles causaron una profunda impresión; la gente se vestía con sus mejores galas para ir a la terminal a ver llegar el tren. Viajar se hizo mucho más fácil, más barato y más común. Los compradores de pueblos pequeños podían hacer viajes de un día a las tiendas de las grandes ciudades. Se construyeron hoteles, complejos turísticos y atracciones para satisfacer la demanda. El entendimiento de que cualquiera podía comprar un billete para un viaje de mil kilómetros era un estímulo. Los historiadores Gary Cross y Rick Szostak sostienen que
con la libertad de viajar llegó un mayor sentido de identidad nacional y una reducción de la diversidad cultural regional. Los niños de las granjas podían conocer más fácilmente la gran ciudad, y los del este podían visitar fácilmente el oeste. Es difícil imaginar un Estados Unidos de proporciones continentales sin el ferrocarril.
Los ingenieros se convirtieron en ciudadanos modelo, aportando su espíritu de superación y su esfuerzo de trabajo sistemático a todas las fases de la economía, así como al gobierno local y nacional. Para 1910, las grandes ciudades construían magníficas estaciones de ferrocarril palaciegas, como la Estación Pensilvania en Nueva York o la Union Station en Washington D. C..
Pero también había un lado oscuro. Para la década de 1870, los ferrocarriles eran vilipendiados por agricultores del oeste, que adoptaron el tema del movimiento Grange de que los transportistas monopolistas controlaban demasiado poder para fijar los precios, y que las legislaturas estatales debían imponer precios máximos. Comerciantes y transportadores locales apoyaron la demanda y consiguieron que se aprobaran algunas "leyes Granger". Quejas anti-ferrocarril se repitieron con fuerza en la retórica política de finales del siglo XIX.

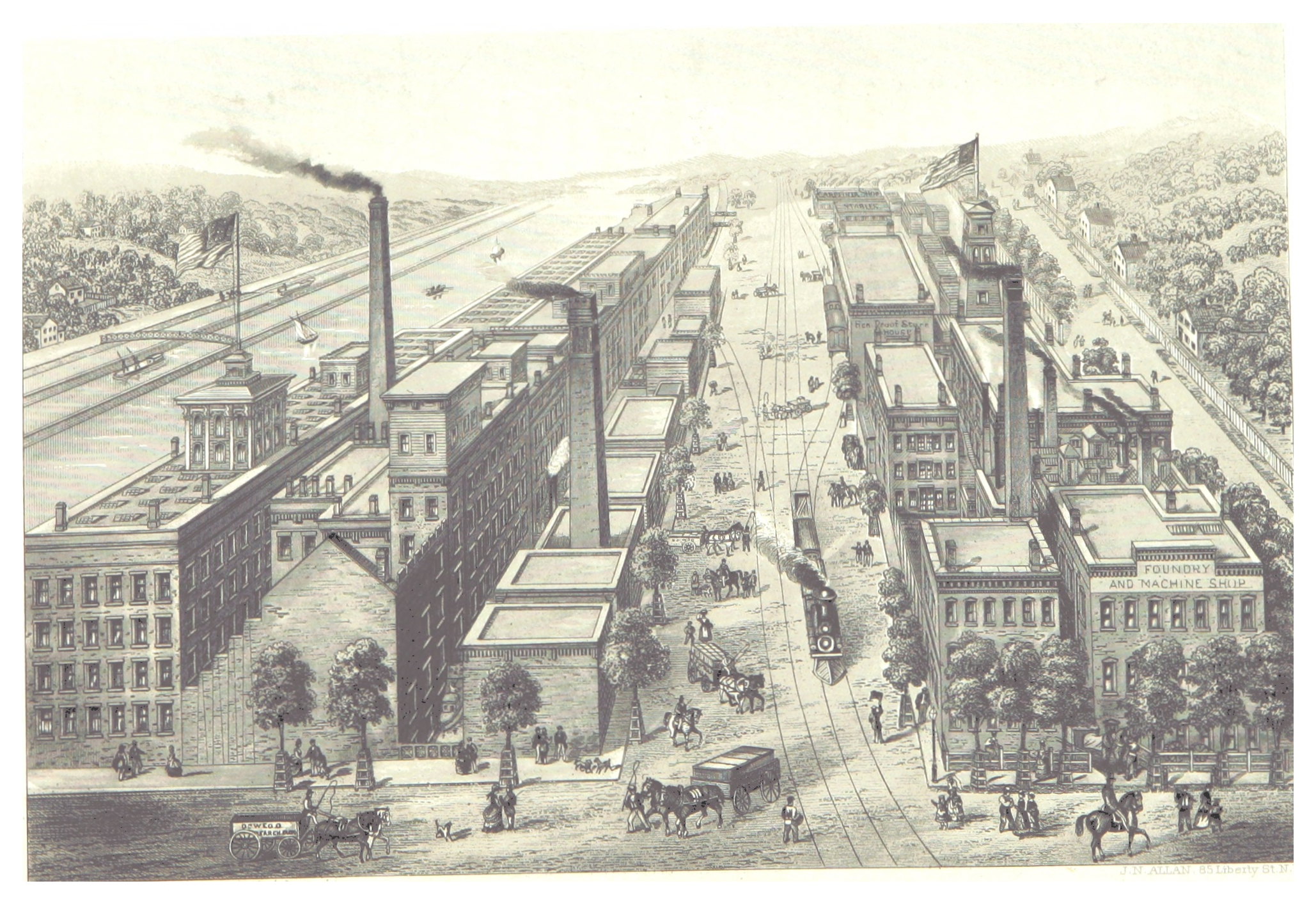
Fábrica de almidón de Oswego en Oswego, Nueva York, 1876

El empresario de ferrocarriles más odiado del país fue Collis P. Huntington (1821-1900), presidente del Ferrocarril del Pacífico Sur que dominaba la economía y la política de California. Un libro de texto sostiene que: "Huntington llegó a simbolizar la avaricia y la corrupción de los negocios de finales del siglo XIX. Rivales empresariales y reformistas políticos le acusaron de todos los males imaginables. Periodistas y caricaturistas se hicieron famosos al ponerlo en la picota .... Los historiadores han considerado a Huntington como el villano más despreciable del estado." Sin embargo, Huntington se defendió diciendo: "Los motivos de mis acciones han sido honestos y los resultados han redundado mucho más en beneficio de California que en el mío propio."

#### Impacto en la agricultura
El crecimiento de los ferrocarriles entre las décadas de 1850 y 1880 hizo que la agricultura comercial fuera mucho más factible y rentable. Millones de hectáreas se abrieron a los asentamientos una vez que el ferrocarril estaba cerca, y proporcionaba una salida a larga distancia para el trigo, el ganado y los cerdos que llegaba hasta Europa. El Estados Unidos rural se convirtió en un mercado gigantesco, ya que los mayoristas compraban los productos de consumo producidos por las fábricas en el Este, y los enviaban a comerciantes locales en pequeñas tiendas por todo el país. El envío de animales vivos era lento y caro. Era más eficiente sacrificarlos en grandes centros de empaque como Chicago, Kansas City, San Luis, Milwaukee y Cincinnati, y luego enviar la carne procesada en vagones refrigerados. Los vagones se refrigeraban con placas de hielo que se recogían en los lagos del norte durante el invierno, y se almacenaban para su uso en el verano y el otoño. Chicago, el principal centro ferroviario, se benefició enormemente, con Kansas City en un lejano segundo lugar. El historiador William Cronon concluye que:
Gracias a los empacadores de Chicago, tanto los ganaderos de Wyoming como los criadores de animales de engorde de Iowa encontraron regularmente un mercado fiable para sus animales y, en promedio recibían mejores precios por los animales que vendían allí. Al mismo tiempo y por la misma razón, los estadounidenses de todas las clases encontraron una mayor variedad de más y mejores carnes en sus mesas, compradas en promedio a precios más bajos que nunca antes. Visto así, el "rígido sistema de economía" de los empacadores parecía algo muy bueno.

### Crecimiento económico
Durante las décadas de 1870 y 1880, la economía estadounidense creció al ritmo más rápido de su historia, con el rápido aumento de los salarios reales, la riqueza, el PIB y la formación de capital. Por ejemplo, entre 1865 y 1898, la producción de trigo aumentó un 256%, la de maíz un 222%, la de carbón un 800% y la de kilómetros de vías férreas un 567%. Se crearon gruesas redes nacionales de transporte y comunicación. La corporación se convirtió en la forma dominante de organización empresarial y una revolución de la administración científica transformó las operaciones comerciales.

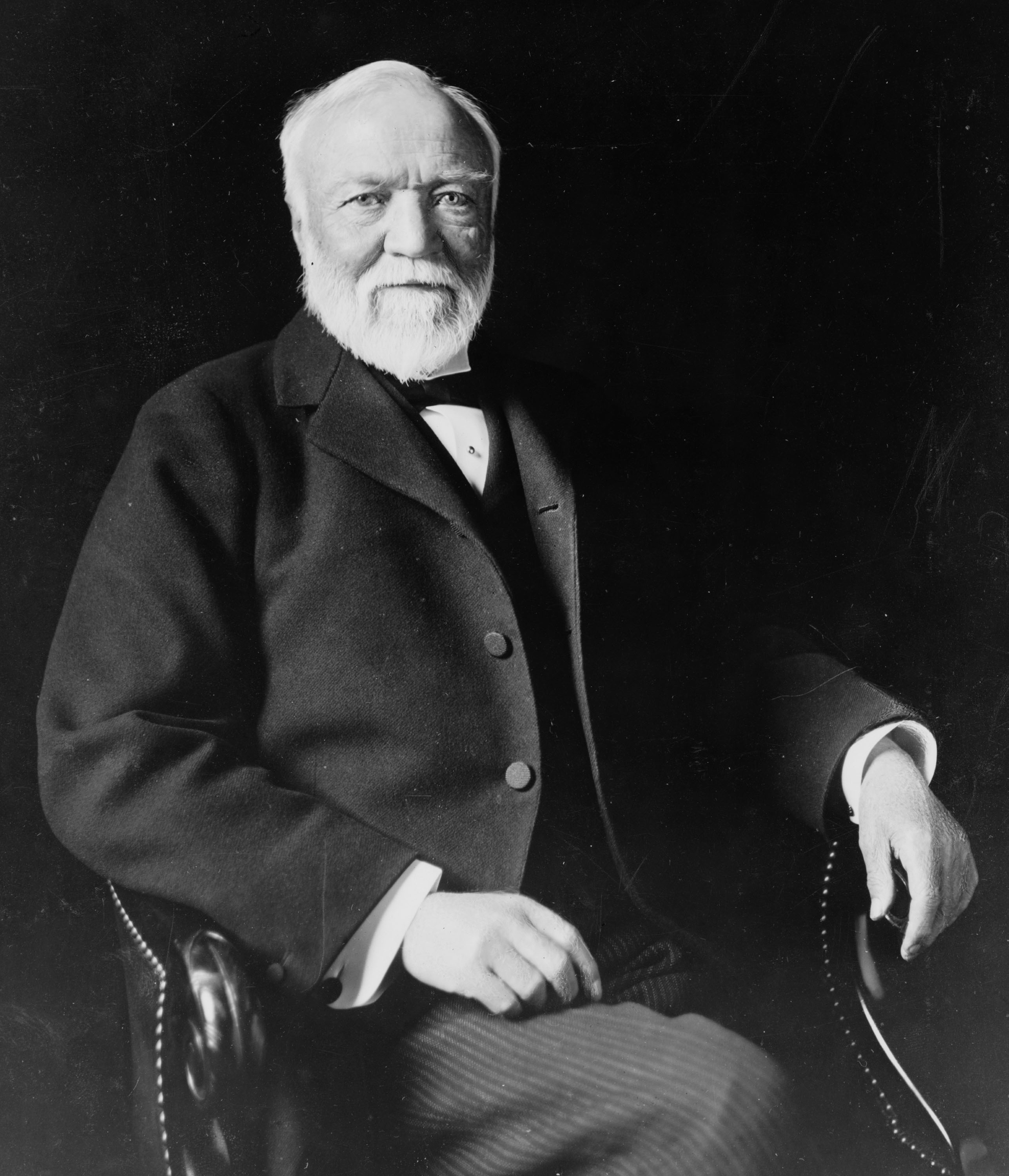
El inmigrante escocés Andrew Carnegie lideró la enorme expansión de la industria siderúrgica estadounidense.

Para comienzos del siglo XX, el producto interno bruto y la producción industrial de Estados Unidos estaban a la cabeza del mundo. Kennedy informa que "la renta nacional de Estados Unidos, en cifras absolutas per cápita, estaba muy por encima de la de todos los demás para 1914." El ingreso per cápita en Estados Unidos era de $377 dólares en 1914, comparado con Gran Bretaña en segundo lugar con $244 dólares, Alemania con $184 dólares, Francia con $153 dólares e Italia con $108 dólares, mientras que Rusia y Japón estaban muy por detrás con $41 y $36 dólares.
Europa, especialmente la Gran Bretaña, seguía siendo el centro financiero del mundo hasta 1914, pero el crecimiento de Estados Unidos hizo que los extranjeros se preguntaran, como lo escribió el autor británico W. T. Stead en 1901, "¿Cuál es el secreto del éxito estadounidense?" Los empresarios de la Segunda Revolución Industrial crearon pueblos y ciudades industriales en el nordeste con nuevas fábricas, y contrataron a una clase trabajadora industrial étnicamente diversa, muchos de ellos inmigrantes de Europa recién llegados.

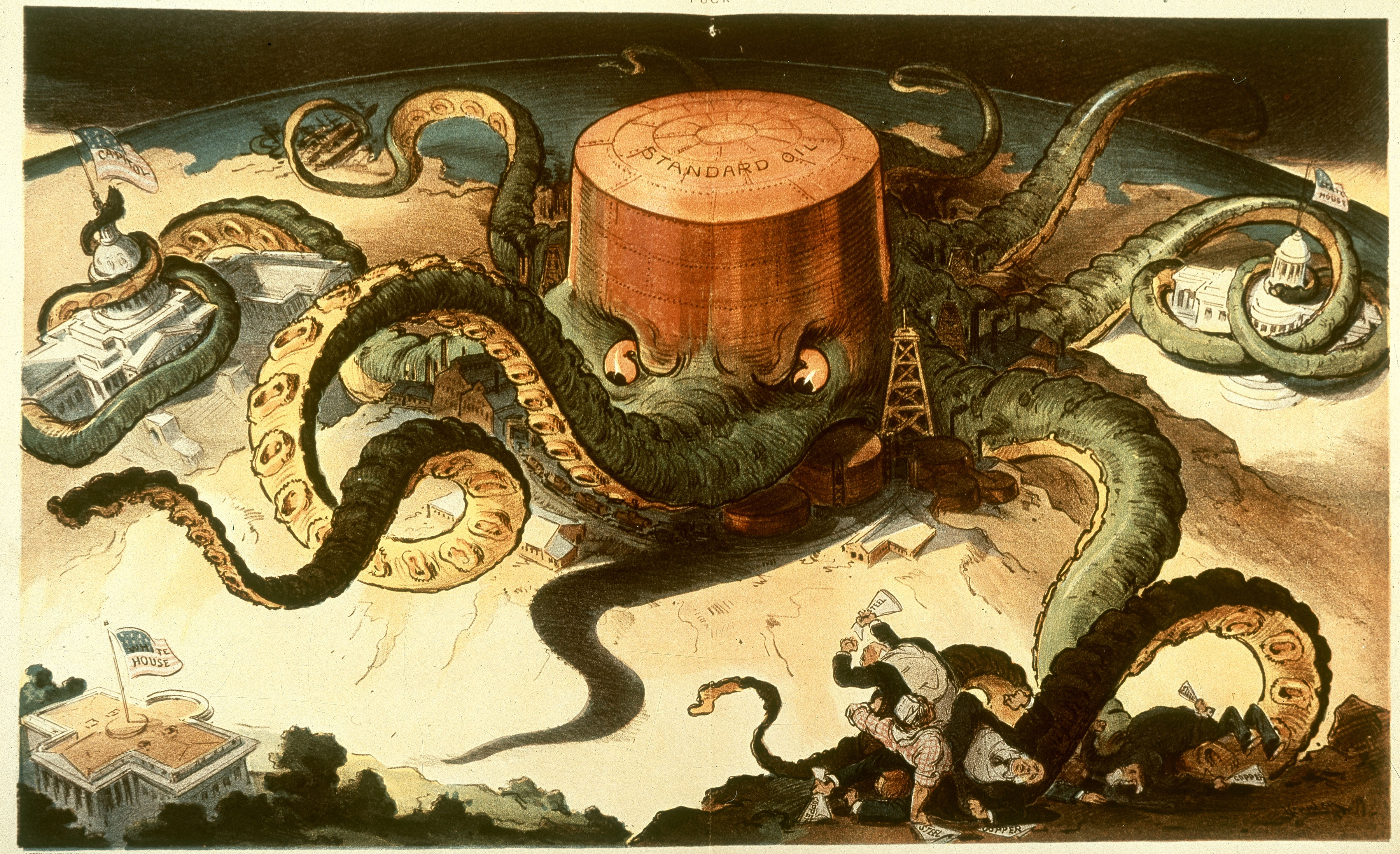
Un pulpo representando a la Standard Oil con tentáculos que rodean el Congreso de los Estados Unidos y las capitales estatales, así como las industrias del acero, el cobre y el transporte marítimo, y estirándose hacia la Casa Blanca

Industriales y financieros acaudalados como John D. Rockefeller, Jay Gould, Henry Clay Frick, Andrew W. Mellon, Andrew Carnegie, Henry Flagler, Henry H. Rogers, J. P. Morgan, Leland Stanford, Meyer Guggenheim, Jacob Schiff, Charles Crocker, o Cornelius Vanderbilt eran tildados a veces de "barones ladrones" por sus críticos, que argumentaban que sus fortunas se habían hecho a costa de la clase trabajadora, por medio de argucias y una traición a la democracia. Sus admiradores sostienen en cambio que eran "capitanes de la industria" que construyeron el núcleo de la economía industrial estadounidense y también el sector sin ánimo de lucro por medio de sus actos de filantropía. Por ejemplo, Andrew Carnegie donó más del 90% de su riqueza y dijo que la filantropía era su deber: el "Evangelio de la Riqueza." El dinero privado dotó a miles de colegios, hospitales, museos, academias, escuelas, teatros de ópera, bibliotecas públicas y organizaciones benéficas. John D. Rockefeller donó más de 500 millones de dólares a diversas organizaciones benéficas, algo más de la mitad de su patrimonio neto. Sin embargo, muchos líderes empresariales estaban influenciados por la teoría del darwinismo social de Herbert Spencer, que justificaba el capitalismo laissez-faire, la competencia y la estratificación social.
Esta economía industrial emergente se expandió rápidamente para satisfacer las nuevas demandas del mercado. Entre 1869 y 1879, la economía estadounidense creció a un ritmo del 6,8% del producto nacional neto o PNN (PIB menos la depreciación del capital) y del 4,5% del PNN per cápita. La economía repitió este periodo de crecimiento en la década de 1880, en la que la riqueza de la nación creció a un ritmo anual del 3,8%, mientras que el PIB también se duplicó. El economista Milton Friedman afirma que para la década de 1880, "la tasa decenal más alta [de crecimiento de la riqueza real reproducible y tangible per cápita desde 1805 hasta 1950] para períodos de unos diez años se alcanzó aparentemente en los años ochenta con aproximadamente un 3,8%."
No obstante, a pesar del crecimiento económico, la distribución desigual de la riqueza se acentuó. La mayoría de los trabajadores industriales trabajaban sesenta horas semanales con bajos salarios y sin protección contra el desempleo.  Las divisiones de clase se hicieron cada vez más visibles. “La pasión por el dinero” dominaba la sociedad pues comenzó una cultura de clase alta consumista para demostrar la posesión de riqueza.

### Salarios
La rápida expansión de la industrialización condujo a un crecimiento de los salarios reales del 60% entre 1860 y 1890, repartido entre la creciente mano de obra. Los salarios reales (ajustados a la inflación) aumentaron de forma constante, dependiendo el porcentaje exacto de aumento de las fechas y de la mano de obra específica. La Oficina del Censo informó en 1892 que el salario promedio anual por trabajador industrial (incluyendo hombres, mujeres y niños) pasó de $380 dólares en 1880 a $564 dólares en 1890, un aumento del 48%. El historiador económico Clarence D. Long estima que (en términos de dólares constantes de 1914), los ingresos anuales promedio de todos los empleados estadounidenses no agrícolas pasaron de $375 dólares en 1870 a $395 en 1880, $519 en 1890 y $573 en 1900, un aumento del 53% en 30 años. El historiador australiano Peter Shergold encontró que el nivel de vida de los trabajadores industriales era más alto que en Europa. Comparó los salarios y el nivel de vida en Pittsburgh con los de Birmingham (Inglaterra), una de las ciudades industriales más ricas de Europa. Tras tomar en cuenta el costo de vida (que era un 65% más alto en EE. UU.), encontró que el nivel de vida de los trabajadores no cualificados era aproximadamente el mismo en las dos ciudades, mientras que los trabajadores cualificados de Pittsburgh tenían un nivel de vida entre un 50% y un 100% más alto que los de Birmingham (Inglaterra). Warren B. Catlin propuso que los recursos naturales y las tierras vírgenes disponibles en Estados Unidos actuaban como una válvula de seguridad para trabajadores más pobres, por lo que los empresarios tenían que pagar salarios más altos para contratar mano de obra. Según Shergold, la ventaja estadounidense creció con el tiempo entre 1890 y 1914, y la percepción de que los salarios estadounidenses eran más elevados provocó un fuerte flujo constante de trabajadores cualificados desde Gran Bretaña hacia el Estados Unidos industrial. Según el historiador Steve Fraser, los trabajadores generalmente ganaban menos de $800 dólares al año, lo que les mantenía sumidos en la pobreza. Los trabajadores tenían que trabajar unas 60 horas a la semana para poder ganar esa cantidad.

Caricatura que muestra a Cyrus Field, Jay Gould, Cornelius Vanderbilt y Russell Sage, sentados en bolsas de "millones", en una gran y pesada balsa de bajos salarios y precios altos que cargan los trabajadores

El trabajo asalariado fue ampliamente condenado como "esclavitud salarial" en la prensa de la clase obrera, y los líderes obreros casi siempre utilizaban esta frase en sus discursos. A medida que el cambio hacia el trabajo asalariado ganaba impulso, las organizaciones de la clase obrera se volvieron más militantes en sus esfuerzos por "derribar el sistema entero de salarios por trabajo." En 1886, el economista y candidato a la alcaldía de Nueva York Henry George, autor del libro Progress and poverty (Progreso y pobreza), declaró: "La esclavitud en cautiverio ha muerto, pero la esclavitud industrial permanece."

### Disparidad de la riqueza
La distribución desigual de la riqueza siguió siendo elevada durante este periodo. Entre 1860 y 1900, el 2% de los hogares estadounidenses más ricos poseía más de un tercio de la riqueza del país, mientras que el 10% más rico poseía aproximadamente tres cuartas partes de la misma. El 40% más pobre no poseía riqueza alguna. En términos de propiedad, el 1% más rico poseía el 51%, mientras que el 44% más pobre poseía el 1,1%. El historiador Howard Zinn sostiene que esta disparidad, junto con las precarias condiciones de trabajo y de vida de las clases trabajadoras, provocó el surgimiento de movimientos populistas, anarquistas y socialistas. El economista francés Thomas Piketty señala que a economistas de esta época, como Willford I. King, les preocupaba que Estados Unidos se estaba volviendo cada vez más desigual al punto de parecerse a la vieja Europa, y "cada vez más y más lejos de sus ideales pioneros originales."
Según el economista Richard Sutch, en una perspectiva alternativa sobre la época, el 25% inferior poseía el 0,32% de la riqueza, mientras que el 0,1% superior poseía el 9,4%, lo que significaría que el período tuvo la menor brecha de riqueza de la historia. Lo atribuye a la falta de interferencia del gobierno.
Este periodo de crecimiento económico trajo consigo un importante costo humano, ya que la industria estadounidense tuvo el mayor índice de accidentes del mundo. En 1889, los ferrocarriles empleaban a 704.000 hombres, de los cuales 20.000 resultaron heridos y 1.972 murieron en el trabajo. Estados Unidos era también la única potencia industrial que no contaba con un programa de compensación laboral para apoyar a los trabajadores lesionados.

### Auge de los sindicatos

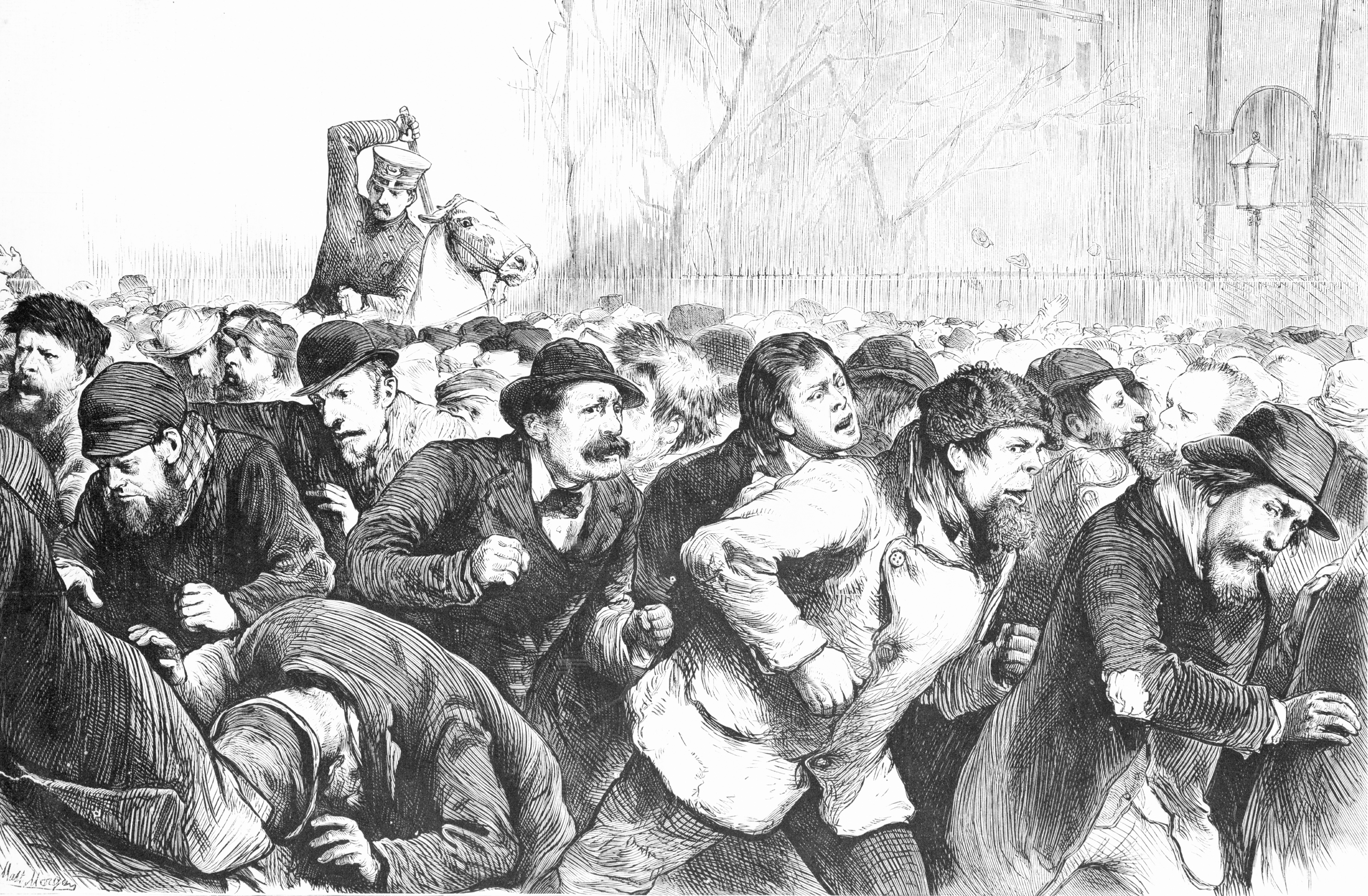
La policía de Nueva York atacando violentamente a trabajadores desempleados en el parque de Tompkins Square, 1874

Sindicatos de oficio, como los de carpinteros, impresores, zapateros y tabaqueros, crecieron constantemente en las ciudades industriales después de 1870. Estos sindicatos empleaban huelgas cortas y frecuentes como método para conseguir el control del mercado laboral y luchar contra los sindicatos rivales.  Por lo general, impedían la afiliación al sindicato de mujeres, negros y chinos, pero acogían a la mayoría de inmigrantes europeos.
Los ferrocarriles tenían sus propios sindicatos. Durante la depresión económica de la década de 1870 estalló un episodio de descontento especialmente grande (estimado en ochenta mil trabajadores ferroviarios y varios cientos de miles de otros estadounidenses, tanto empleados como desempleados) que se conoció como la Gran Huelga Ferroviaria de 1877, que fue, según el historiador Jack Beatty, "la mayor huelga del mundo en el siglo XIX." En esta huelga no participaron sindicatos, sino estallidos descoordinados en numerosas ciudades. La huelga y los disturbios asociados duraron 45 días y provocaron la muerte de varios cientos de participantes (no murió ningún policía o soldado), varios cientos más de heridos y millones de daños en la propiedad de los ferrocarriles. El gobierno consideró los disturbios lo suficientemente graves como para que el presidente Rutherford B. Hayes interviniera con tropas federales. 
A partir de mediados de la década de 1880, un nuevo grupo, los Knights of Labor (Caballeros del Trabajo), creció con demasiada rapidez, y se salió de control, fracasando en controlar la Gran Huelga del Ferrocarril del Suroeste de 1886. Los Caballeros evitaron la violencia, pero su reputación se derrumbó tras el motín de Haymarket Square en Chicago en 1886, cuando anarquistas supuestamente lanzaron bombas a los policías que dispersaban una reunión. La policía disparó entonces al azar contra la multitud, matando e hiriendo a varias personas, incluyendo a otros policías, y acorraló arbitrariamente a anarquistas, incluidos los líderes del movimiento. Siete anarquistas fueron a juicio; cuatro de ellos fueron ahorcados a pesar de que ninguna prueba los relacionaba directamente con el atentado. Uno de ellos tenía en su poder un carné de membresía de los Caballeros del Trabajo. En su apogeo, los Caballeros llegaron a contar con 700.000 miembros. Para 1890, el número de miembros se redujo a menos de 100.000 y luego desapareció.
Las huelgas organizadas por los sindicatos se convirtieron en acontecimientos rutinarios en la década de 1880, a medida que aumentaba la brecha entre ricos y pobres. Entre 1881 y 1905 se produjeron 37.000 huelgas. El mayor número, en mucho, se produjo en el sector de la construcción, seguido de lejos por los mineros del carbón. El objetivo principal era controlar las condiciones de trabajo y dirimir qué sindicato rival tenía el control. La mayoría eran de muy corta duración. En tiempos de depresión, las huelgas eran más violentas pero menos exitosas, porque las empresas estaban perdiendo dinero de todos modos. Tuvieron éxito en tiempos de prosperidad cuando las empresas perdían beneficios y querían llegar a un acuerdo rápidamente.
La huelga más grande y dramática fue la huelga de Pullman en 1894, un esfuerzo coordinado por cerrar el sistema ferroviario nacional. La huelga fue liderada por el advenedizo American Railway Union (Sindicato Ferroviario Estadounidense) liderado por Eugene V. Debs y no contó con el apoyo de las hermandades ferrocarrileras establecidas. El sindicato desafió las órdenes de los tribunales federales de detener el bloqueo de trenes de correo, por lo que el presidente Grover Cleveland recurrió al ejército de EE. UU. para que los trenes volvieran a circular. El sindicato se desvaneció y las hermandades ferroviarias tradicionales sobrevivieron, pero evitaron las huelgas.
La nueva Federación Estadounidense del Trabajo (AFL, por sus siglas en inglés), liderada por Samuel Gompers, encontró la solución. La AFL era una coalición de sindicatos, cada uno de ellos basado en fuertes capítulos locales; la AFL coordinaba su trabajo en las ciudades y evitaba batallas jurisdiccionales. Gompers repudiaba el socialismo y abandonó la naturaleza violenta de los sindicatos previos. La AFL trabajó para controlar el mercado laboral local, lo que permitió a sus locales obtener salarios más altos y más control sobre la contratación. Como resultado, los sindicatos de la AFL se extendieron a la mayoría de ciudades, alcanzando un máximo en número de miembros en 1919.
Severas recesiones económicas—que fueron llamadas "pánicos"—afectaron a la nación en el Pánico de 1873 y el Pánico de 1893. Duraron varios años, con un elevado desempleo urbano, bajos ingresos para los agricultores, bajos beneficios para las empresas, un lento crecimiento general y una reducción en la inmigración. Generaron malestar político.

## Política

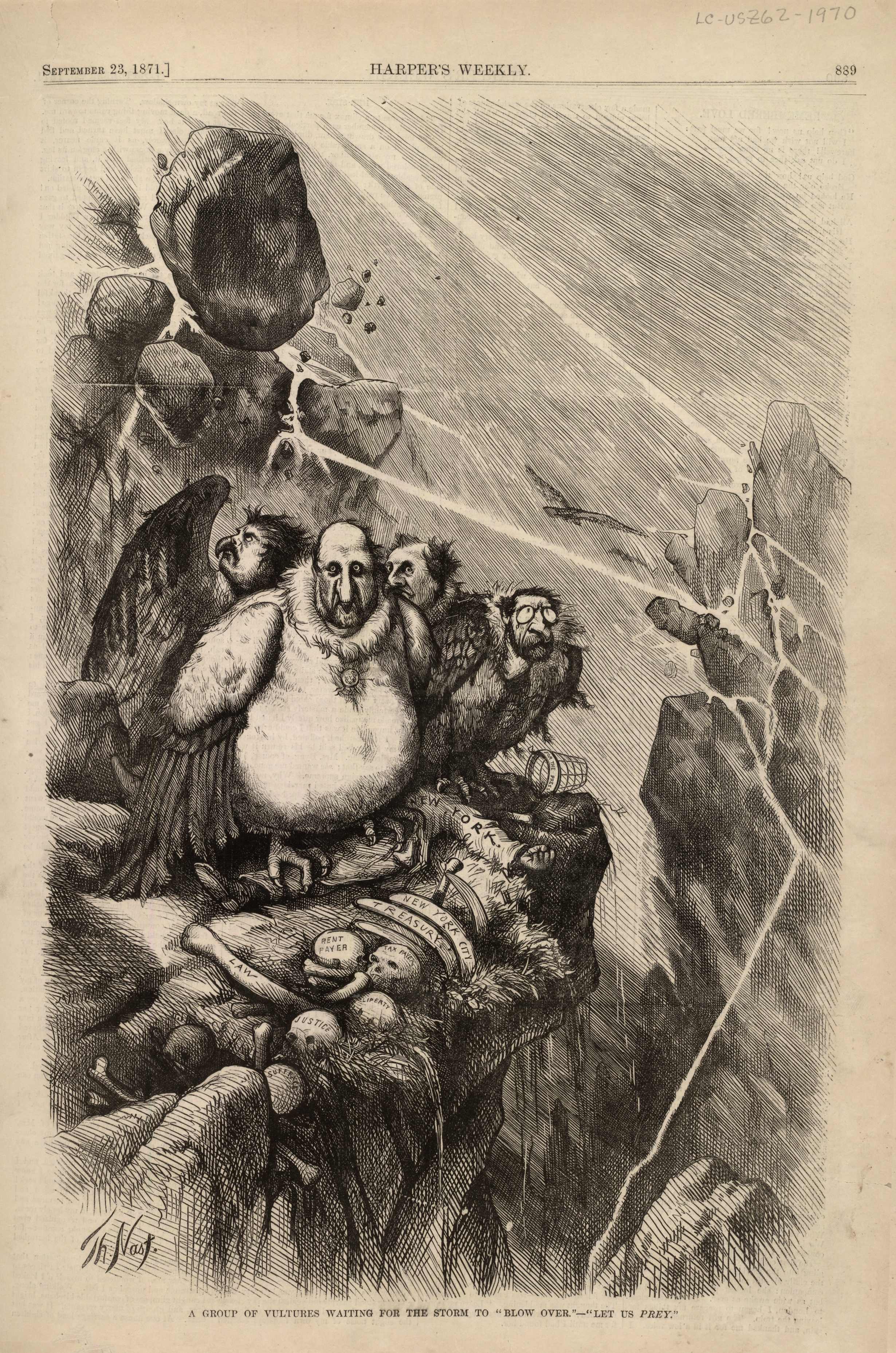
Un grupo de buitres esperando a que "pase la tormenta" - "Predemos", caricatura denunciando la corrupción de Boss Tweed de Nueva York y otras figuras del Tammany Hall, dibujada en 1871 por Thomas Nast y publicada en Harper's Weekly.

La política de la Gilded Age, que recibió el nombre de Sistema de Tercer Partido, se caracterizó por una intensa competencia entre los dos partidos principales, mientras los partidos menores iban y venían, especialmente en cuestiones de interés para los prohibicionistas, los sindicatos y los agricultores. Los demócratas y los republicanos (estos últimos apodados "Grand Old Party" (Grande y Viejo Partido), GOP) se enfrentaban por el control de los cargos oficiales, que constituían las recompensas para los activistas del partido, así como por las principales cuestiones económicas. La participación de los votantes fue muy alta y a menudo superó el 80% o incluso el 90% en algunos estados, ya que los partidos entrenaban a sus miembros leales de manera muy similar a como un ejército entrenaba a sus soldados.
La competencia era intensa y las elecciones eran muy reñidas. En los estados del sur, el persistente resentimiento por la Guerra Civil se mantuvo y significó que gran parte del sur votara por los demócratas. Tras el fin de la Reconstrucción en 1877, la competencia en el Sur ocurrió principalmente dentro del Partido Demócrata. En todo el país, la asistencia a los puestos de votación cayó bruscamente después de 1900.

### La política en las áreas metropolitanas
Los principales centros metropolitanos experimentaron un rápido crecimiento poblacional y, en consecuencia, tenían muchos contratos y empleos lucrativos que adjudicar. Para aprovechar las nuevas oportunidad económicas, ambos partidos construyeron las llamadas "maquinarias políticas" para manejar las elecciones, recompensar a los partidarios y pagar a posibles oponentes. Financiado por el "spoils system" (clientelismo), el partido ganador distribuía la mayoría de los puestos de trabajo del gobierno local, estatal y nacional, y muchos contratos gubernamentales, entre sus leales partidarios.
Las grandes ciudades pasaron a estar dominadas por maquinarias políticas en las que los electores apoyaban a un candidato a cambio de un patronaje anticipado. Estos votos eran pagados de vuelta con favores del gobierno una vez que el candidato apropiado fuera elegido, y muy a menudo los candidatos eran seleccionados con base en su voluntad de seguirle el juego al sistema clientelista. La maquinaria política más grande y conocida fue el Tammany Hall de Nueva York, liderada por Boss Tweed.

### Escándalos y corrupción
La corrupción política era rampante, ya que los líderes empresariales gastaban importantes sumas de dinero para que el gobierno no regulara las actividades de los grandes negocios, y las más de las veces lo conseguían. Tal corrupción era tan habitual que en 1868 la legislatura del estado de Nueva York legalizó este tipo de sobornos. El historiador Howard Zinn afirmó que el gobierno de Estados Unidos actuaba exactamente como Karl Marx describía a los estados capitalistas: "fingiendo neutralidad para mantener el orden, pero sirviendo a los intereses de los ricos." El historiador Mark Wahlgren Summers la denomina "La era de los buenos robos," señalando cómo los políticos de las maquinarias utilizaban "gastos inflados, contratos lucrativos, malversaciones descaradas y emisiones de bonos ilegales." Concluye que:
La corrupción le dio a la época un sabor único. Empañó la planificación y el desarrollo de las ciudades, infectó los tratos de los grupos de presión y puso en desgracia incluso a los estados Reconstruidos más limpios. Sin embargo, por muchas razones, su efecto en las políticas fue menos abrumador de lo que alguna vez se imaginó. La corrupción influyó en unas pocas decisiones sustanciales; rara vez determinó alguna.
Numerosos estafadores estuvieron activos durante esta época, especialmente antes de que el Pánico de 1873 sacara a la luz los timos y provocara una ola de quiebras. El expresidente Ulysses S. Grant fue la víctima más famosa de los sinvergüenzas y estafadores, de los cuales fue Ferdinand Ward en quien más confió. A Grant le estafaron todo su dinero, aunque algunos amigos sinceros compraron sus bienes personales y le permitieron seguirlos usando.

Interpretando este fenómeno, el historiador Allan Nevins deploró "El colapso moral en el gobierno y los negocios: 1865-1873." Su argumento fue que al final de la guerra civil la sociedad mostró confusión y desasosiego, así como un crecimiento agresivo apresurado en lo demás. En sus palabras:
se unieron para dar lugar a una alarmante corrupción pública y privada. Obviamente, gran parte de la escandalosa improbidad se debió a los fuertes gastos de los tiempos de guerra.... Especuladores e intermediarios engordaron con el dinero del gobierno, la recaudación de ingresos federales ofreció grandes oportunidades para el chanchullo.... Bajo el estímulo de la inflación del dólar, los negocios cayeron en excesos y perdieron de vista los cánones elementales de prudencia. Mientras tanto, se hizo evidente que el robo había encontrado una mejor oportunidad para crecer porque la conciencia de la nación, agitada contra la esclavitud, había dejado de lado lo que parecían males menores..... Los miles de personas que se habían precipitado a especulaciones a las que no tenían derecho moral a arriesgar, los hombres empujados y endurecidos llevados al frente por la agitación, observaron un estándar de conducta más bajo .... Gran parte del problema radicaba en el inmenso crecimiento de la riqueza nacional, que no iba acompañado por un correspondiente aumento de la responsabilidad cívica.

### Política nacional
Un escándalo mayúsculo alcanzó al Congreso con el escándalo del Crédit Mobilier of America de 1872, que puso en desgracia a la Casa Blanca durante la administración Grant (1869-1877). Esta corrupción dividió al partido republicano en dos facciones diferentes: los Stalwarts ("incondicionales"), liderados por Roscoe Conkling, y los Half-Breeds ("mestizos"), liderados por James G. Blaine. Existía la sensación de que las maquinarias políticas posibilitadas por el gobierno intervenían en la economía y que los resultantes favoritismo, soborno, ineficiencia, despilfarro y corrupción tenían consecuencias negativas. En consecuencia, se produjeron llamados generalizados a favor de la reforma, como la Reforma de la Administración Pública (a través de la ley Pendleton Civil Service Reform Act), liderada por los llamados demócratas borbones y los republicanos mugwumps ("indecisos" o "independientes"). En 1884, su apoyo eligió al demócrata Grover Cleveland a la Casa Blanca, y al hacerlo dio a los demócratas su primera victoria nacional desde 1856.

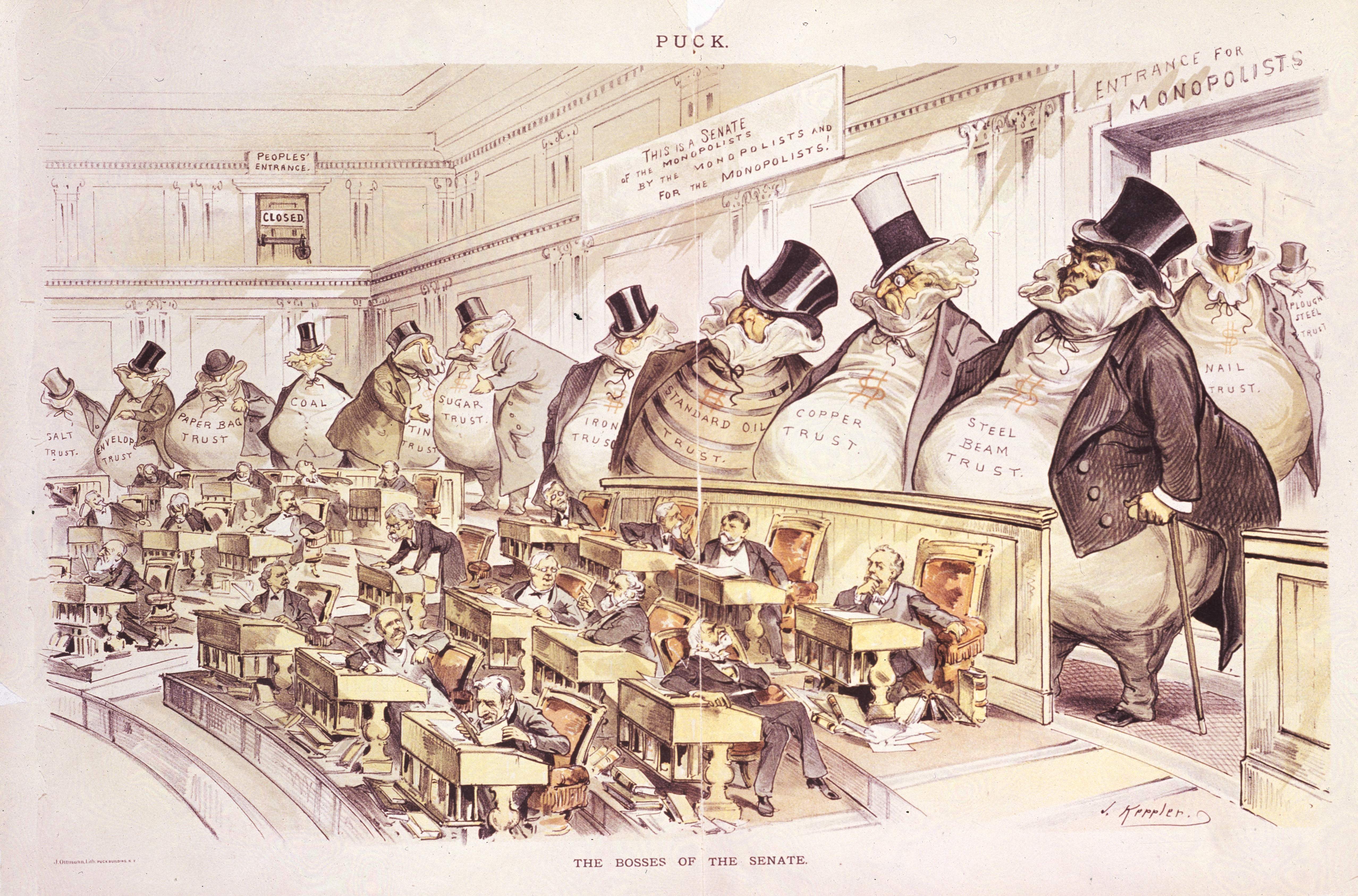
"Los jefes del Senado" (1889). Reformistas como el caricaturista Joseph Keppler dibujaban al Senado controlado por los gigantescos sacos de dinero, que representaban a los trusts y monopolios financieros de la nación.

Los demócratas borbónicos apoyaban una política de libre mercado, con bajos aranceles, bajos impuestos, menos gastos y, en general, un gobierno laissez-faire (sin intervención). Argumentaban que los aranceles encarecían la mayoría de los productos para el consumidor y subvencionaban a los "trusts" (monopolios). También denunciaron el imperialismo y la expansión en el extranjero. En contraste, los republicanos insistían en que la prosperidad nacional dependía de una industria que pagara salarios elevados, y advertían que la reducción de aranceles acarrearía un desastre porque los productos de fábricas europeas con bajos salarios inundarían los mercados estadounidenses.
Las elecciones presidenciales entre los dos grandes partidos eran tan reñidas que un ligero empujón podía inclinar la elección a favor de cualquiera de ellos, y el Congreso estaba marcado por un punto muerto político. Con el apoyo de veteranos de guerra de la Unión, empresarios, profesionales, artesanos y grandes agricultores, los republicanos se impusieron sistemáticamente en el Norte en las elecciones presidenciales. Los demócratas, a menudo liderados por católicos irlandeses, tenían una base entre los católicos, agricultores más pobres y los miembros tradicionales del partido.
La nación eligió a una serie de presidentes relativamente débiles, a los que se denomina colectivamente los "presidentes olvidables" (Johnson, Grant, Hayes, Garfield, Arthur y Harrison, con la excepción de Cleveland) que ocuparon la Casa Blanca durante este periodo. "La poca vitalidad política que existía en los Estados Unidos de la Edad Dorada se encontraba en los ámbitos locales o en el Congreso, que eclipsó a la Casa Blanca durante la mayor parte de este período."
En general, las plataformas políticas republicanas y demócratas se mantuvieron notablemente constantes durante los años previos a 1900. Ambas favorecían los intereses comerciales. Los republicanos pedían aranceles elevados, mientras que los demócratas querían dinero en duro y libre comercio. La regulación rara vez era un problema.

### Política etnocultural: republicanos pietistas frente a demócratas litúrgicos
| Comportamiento del voto por religión, norte de EE.UU., finales del siglo XIX |       |       |
|                                                                              | % Dem | % Rep |
| Grupos Inmigrantes                                                           |       |       |
| Católicos irlandeses                                                         | 80    | 20    |
| Todos los católicos                                                          | 70    | 30    |
| Luteranos alemanes confesionales                                             | 65    | 35    |
| Alemanes reformados                                                          | 60    | 40    |
| Católicos franco-canadienses                                                 | 50    | 50    |
| Luteranos alemanes menos confesionales                                       | 45    | 55    |
| Anglo-canadienses                                                            | 40    | 60    |
| LInaje británico                                                             | 35    | 65    |
| Sectarios alemanes                                                           | 30    | 70    |
| Luteranos noruegos                                                           | 20    | 80    |
| Luteranos suecos                                                             | 15    | 85    |
| Noruegos haugueanos                                                          | 5     | 95    |
| Nativos: Linaje del norte                                                    |       |       |
| Cuáqueros                                                                    | 5     | 95    |
| Bautistas de libre albedrío                                                  | 20    | 80    |
| Congregacionalistas                                                          | 25    | 75    |
| Metodistas                                                                   | 25    | 75    |
| Bautistas regulares                                                          | 35    | 65    |
| Negros                                                                       | 40    | 60    |
| Presbiterianos                                                               | 40    | 60    |
| Episcopalianos                                                               | 45    | 55    |
| Nativos: Linaje del sur (viviendo en el norte)                               |       |       |
| Discípulos                                                                   | 50    | 50    |
| Presbiterianos                                                               | 70    | 30    |
| Bautistas                                                                    | 75    | 25    |
| Metodistas                                                                   | 90    | 10    |

Desde 1860 hasta comienzos del siglo XX, los republicanos aprovecharon el que los demócratas fueran asocioados con "el ron, el romanismo y la rebelión". El "ron" representaba a los intereses licoreros y a los taberneros, en contraste con el partido republicano (GOP), que tenía un fuerte elemento prohibicionista. El "romanismo" se refería a católicos, especialmente irlandeses, que lideraban el Partido Demócrata en la mayoría de ciudades, y a quienes los reformistas denunciaban por la corrupción política y por su sistema separado de escuelas parroquiales. La "rebelión" hacía referencia a los demócratas de la Confederación, que habían intentado disolver la Unión en 1861, así como a sus aliados en el norte, que eran llamados demócratas "Copperheads" ("cabezas de cobre," como las serpientes)."
Las tendencias demográficas impulsaron los totales demócratas, ya que los inmigrantes católicos alemanes e irlandeses se convirtieron en demócratas y superaban en número a los republicanos ingleses y escandinavos. Los nuevos inmigrantes que llegaron después de 1890 rara vez votaban en esta época. Durante las décadas de 1880 y 1890, los republicanos lucharon contra los esfuerzos de los demócratas, ganando varias elecciones reñidas y perdiendo dos contra Grover Cleveland (en 1884 y 1892).
Las líneas religiosas estaban muy bien marcadas. En el norte, cerca del 50% de los votantes eran protestantes pietistas (especialmente metodistas, luteranos escandinavos, presbiterianos, congregacionalistas y discípulos de Cristo) que creían en que el gobierno debía usarse para reducir los pecados sociales, como el consumo de alcohol. Apoyaban fuertemente al partido republicano, como se aprecia en la tabla. En marcado contraste, los grupos litúrgicos, especialmente los católicos, episcopalianos y luteranos alemanes, votaban por los demócratas. Veían al partido demócrata como su mejor protección contra el moralismo de los pietistas, y especialmente contra la amenaza de la prohibición. Ambos partidos se separaban a lo largo la estructura de clases, con los demócratas más cercanos a los bajos estratos y los republicanos (GOP) mejor representado entre empresarios y profesionales del norte.
Muchas cuestiones culturales, especialmente la prohibición y las escuelas en lenguas extranjeras, se convirtieron en asuntos políticos muy reñidos debido a las profundas divisiones religiosas entre el electorado. Por ejemplo, en Wisconsin los republicanos intentaron cerrar escuelas parroquiales católicas y luteranas de lengua alemana, y fueron derrotados en 1890 cuando se puso a prueba la Ley Bennett.
Los debates y referendos sobre la prohibición caldearon la política en la mayoría de estados durante décadas, ya que la prohibición nacional se aprobó finalmente en 1919 (y se derogó en 1933), lo que supuso un asunto de divergencia importante entre los demócratas anti-prohibición y los republicanos pro ley seca.

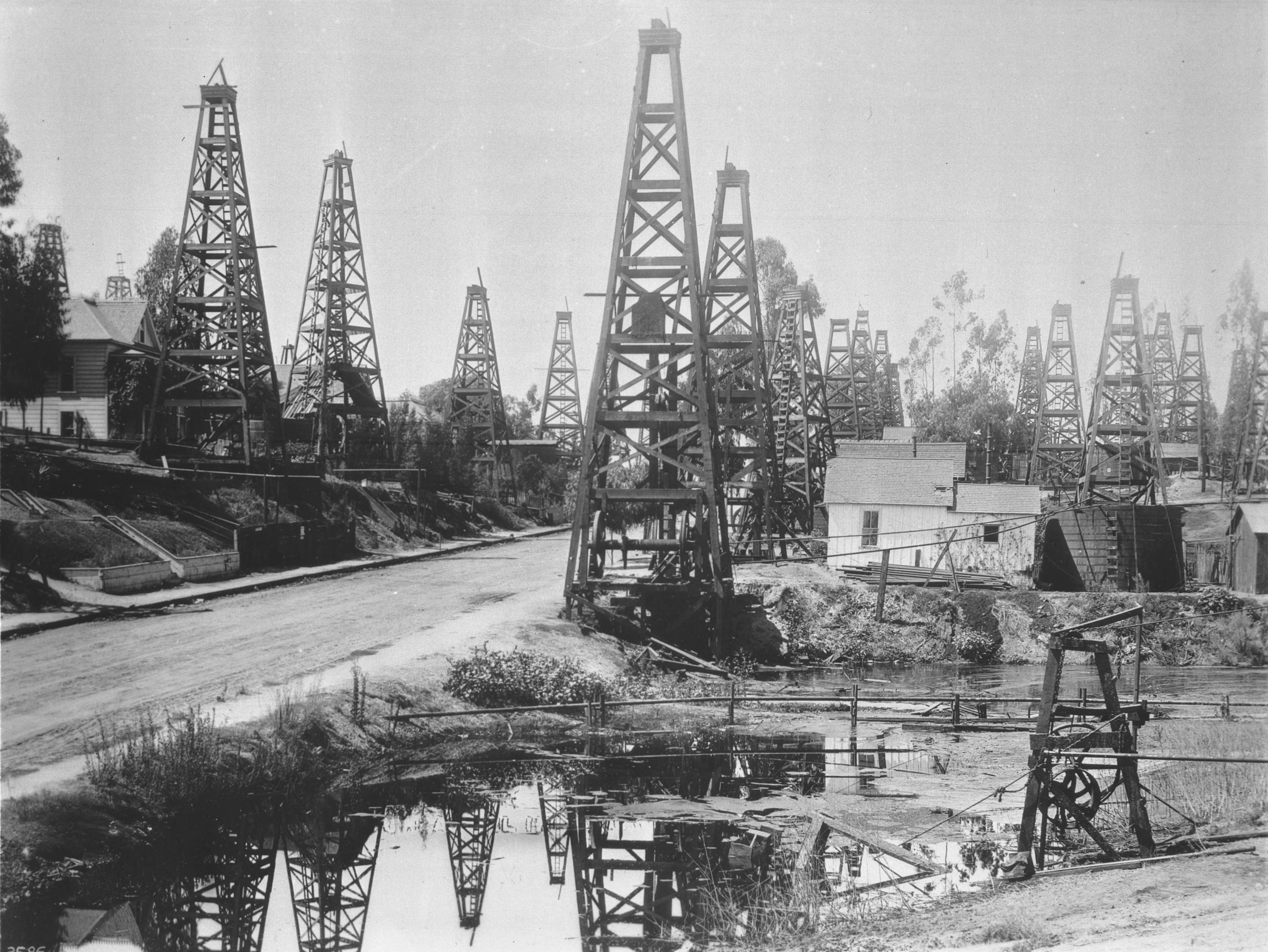
Campo petrolero de Toluca Street en el distrito petrolero de Los Ángeles, aprox. 1895-1901

## Mansiones de la Gilded Age
Las llamadas mansiones de la Edad Dorada (en inglés: Gilded Age mansions) fueron construidas a lo largo de los Estados Unidos por algunas de las personas más ricas del país durante la conocida como Gilded Age, el período comprendido entre 1870 y principios del siglo XX.
Fueron erigidas por la élite industrial, financiera y comercial de la nación, que amasó grandes fortunas coincidiendo con una era de expansión de las industrias del tabaco, los ferrocarriles, el acero, el carbón y el petróleo, el progreso económico, técnico y científico y con una ausencia total del impuesto sobre la renta personal. Esto hizo posible que los muy ricos construyeran verdaderos 'palacios' en algunos casos, diseñados por destacados arquitectos de la época y decorados con antigüedades, muebles y colecciones de obras de arte, muchas de ellas importadas de Europa.
Este pequeño grupo de nouveaux riches, ciudadanos emprendedores de un país relativamente joven encontró en ellas el contexto y significado para sus vidas y su buena fortuna al pensar en sí mismos como herederos de una gran tradición occidental. Trazaron su linaje cultural desde los griegos, pasando por el Imperio romano, hasta el Renacimiento europeo. Las clases altas y grandes empresarios de Estados Unidos viajaron por el mundo visitando las grandes ciudades europeas y los sitios antiguos del Mediterráneo, como parte de un Gran Tour, coleccionando y honrando su herencia cultural occidental. En sus viajes al extranjero también admiraban las propiedades de la nobleza europea y, al verse a sí mismos como la 'nobleza' estadounidense, deseaban emular las viviendas del Viejo Mundo en suelo estadounidense.
Todas estas casas son templos del ritual social de la alta sociedad del siglo XIX, resultado de la particularización del espacio, en que una secuencia de habitaciones están separadas y destinadas a un tipo específico de actividad, como el comedor para cenas de gala, el salón de baile, la biblioteca, etc.
Estos elaborados bastiones de riqueza y poder desempeñaban un papel social, hechos para impresionar, entretener y recibir invitados. Relativamente pocos en número y geográficamente dispersos, la mayoría se construyó en una variedad de estilos arquitectónicos y decorativos europeos de diferentes épocas y países, como Francia, Inglaterra o Italia.
La tabla se ha ordenado por orden cronológico, destacando con un sombreado las mansiones desaparecidas.
| º      |                                                                                      |                                                                 |                                                                                    | |                        |                                                           | |                         |
| ------ | ------------------------------------------------------------------------------------ | --------------------------------------------------------------- | ---------------------------------------------------------------------------------- | --------------------------------------------------------------------------------------------------- | ---------------------- | --------------------------------------------------------- | --- | ----------------------- |
| Imagen | Nombre                                                                               | Año                                                             | Estilo                                                                             | Arquitecto(s)                                                                                       | Localización           | Estado                                                    | Notas | Refs.                   |
|        | Beechwood                                                                            | 1780 (renovada en los años 1890)                                | Neoclásico-Federal-Neocolonial (renovación)                                        | R. H. Robertson (renovación en los años 1890) William Welles Bosworth (renovación de c. 1907)       | Briarcliff Manor       | Nueva York                                                | Convertida en un condominio de apartamentos en los años 1980.                                                                                    | [ 99 ] [ 100 ]          |
|        | Clermont                                                                             | 1782 (renovada en los años 1890)                                | Neogeorgiano-Neocolonial                                                           | | Tivoli                 | Nueva York                                                | Renovada por John Henry Livingston en los años 1890 y 1910. Mott B. Schmidt fue consultado en los años 1930 pero el trabajo no fue completado.   | [ 102 ]                 |
|        | Taft House                                                                           | 1820                                                            | Neogriego-Federal                                                                  | James Hoban (controvertido) Alfred Oscar Elzner (ampliaciones)                                      | Cincinnati             | Ohio                                                      | Ahora es la sede del Museo Taft | [ 103 ]                 |
|        | Mills Mansion                                                                        | 1832 (renovada en c. 1895)                                      | Colonial (1792, original) Neogriego (1832, reemplazo) Beaux-Arts (1895 renovación) | McKim, Mead & White (1890s renovación)                                                              | Staatsburg             | Nueva York                                                | Ahora, localizado en el Ogden Mills & Ruth Livingston Mills State Park                                                                           | [ 104 ]                 |
|        | Lyndhurst                                                                            | 1838                                                            | Neogótico                                                                          | Alexander Jackson Davis                                                                             | Tarrytown              | Nueva York                                                | Propiedad de National Trust for Historic Preservation y abierta al público                                                                       | [ 105 ]                 |
|        | Kingscote                                                                            | 1839 (remodelada en los años 1870, remodelada en los años 1880) | Neogótico                                                                          | Richard Upjohn George C. Mason (remodelada en los años 1870) McKim, Mead & White (1880s renovación) | Newport                | Rhode Island                                              | Uno de los primeros cottages de verano construido en Newport; propiedad de la Preservation Society of Newport County y abierto a visitas guiadas | [ 106 ]                 |
|        | Malbone Castle                                                                       | 1849 (remodelada en 1875)                                       | Neogótico                                                                          | Alexander Jackson Davis Dudley Newton (renovaciones}                                                | Newport                | Rhode Island                                              | Una residencia privada no abierta al público | [ 107 ] [ 108 ]         |
|        | Beechwood                                                                            | 1851 (remodelada en los años 1880, remodelada en c. 2014)       | Italianizante                                                                      | Downing y Vaux (construcción) Richard Morris Hunt (renovaciones) McKim, Mead & White (renovaciones) | Newport                | Rhode Island                                              | Propiedad de Larry Ellison que está creando el "Beechwood Art Museum"                                                                            | [ 109 ] [ 110 ] [ 111 ] |
|        | Campbell House Museum                                                                | 1851                                                            | Victoriano -Neogriego                                                              | | San Luis               | Misuri                                                    | Una casa museo histórica | [ 112 ]                 |
|        | Wilderstein                                                                          | 1852                                                            | Italianizante (original) Reina Ana (1888, renovación)                              | John Warren Ritch, Arnout Cannon, Joseph Burr Tiffany, Calvert Vaux (paisaje)                       | Rhinebeck              | Nueva York                                                | Ahora, operada como una casa museo | [ 113 ]                 |
|        | Chateau-sur-Mer                                                                      | 1852 (remodelada en los años 1870)                              | Segundo Imperio                                                                    | Seth C. Bradford (construction) Richard Morris Hunt (renovaciones) Ogden Codman, Jr. (proyecto)     | Newport                | Rhode Island                                              | | [ 114 ]                 |
|        | Ellerslie                                                                            | 1856 (muy remodelada en 1910)                                   | Villa italiana                                                                     | Robert Young (1857) Carneal and Johnston (1910)                                                     | Colonial Heights       | Virginia                                                  | |                         |
|        | Mansión Leland Stanford                                                              | 1857                                                            | Segundo Imperio                                                                    | Seth Babson                                                                                         | Sacramento             | California                                                | Propiedad del gobierno de California | [ 115 ]                 |
|        | Clayton                                                                              | Años 1860 (renovada en 1892)                                    | Italianizante                                                                      | Andrew Peebles (renovaciones) Frederick J. Osterling (renovaciones)                                 | Pittsburgh             | Pensilvania                                               | Parte del The Frick Pittsburgh |                         |
|        | Ralston Hall                                                                         | 1864                                                            | Victoriano -Italianizante                                                          | Henry Cleaveland                                                                                    | Belmont                | California                                                | Localizada en el campus de la Notre Dame de Namur University                                                                                     | [ 116 ]                 |
|        | Scarlet Oaks                                                                         | 1867                                                            | Neorrománico-Neogótico                                                             | James Keys Wilson                                                                                   | Cincinnati             | Ohio                                                      | Desde principios del siglo XX, una casa de retiro asociada al Deaconess Hospital                                                                 | [ 117 ]                 |
|        | Casa Negley-Gwinner-Harter                                                           | 1871                                                            | Segundo Imperio                                                                    | Frederick J. Osterling (renovaciones)                                                               | Pittsburgh             | Pensilvania                                               | | [ 118 ]                 |
|        | Olana                                                                                | 1872                                                            | Ecléctico                                                                          | Calvert Vaux                                                                                        | Greenport              | Nueva York                                                | Alberga la Frederic Edwin Church | [ 119 ]                 |
|        | Fairholme                                                                            | 1875 (remodelada en 1905)                                       | Neotudor                                                                           | Frank Furness                                                                                       | Newport                | Rhode Island                                              | Propiedad privada | [ 120 ]                 |
|        | William Watts Sherman House                                                          | 1875                                                            | Reina Ana                                                                          | H. H. Richardson Stanford White (c. 1880 renovaciones)                                              | Newport                | Rhode Island                                              | Propiedad de la Salve Regina University | [ 121 ]                 |
|        | Mansión Calhoun                                                                      | 1876                                                            | Italianizante                                                                      | George W. Williams                                                                                  | Charleston             | Carolina del Sur                                          | Abierta para visitas públicas | [ 122 ]                 |
|        | Charles H. Baldwin House                                                             | 1877                                                            | Reina Ana- Shingle                                                                 | Potter & Robinson                                                                                   | Newport                | Rhode Island                                              | Construida para el almirante de la U.S. Navy Charles H. Baldwin                                                                                  | [ 123 ]                 |
|        | Glenview                                                                             | 1877                                                            | Victoriano final                                                                   | Charles W. Clinton                                                                                  | Yonkers                | Nueva York                                                | Ahora, alberga el Hudson River Museum | [ 124 ]                 |
|        | Mansión Mark Hopkins                                                                 | 1878                                                            | Neogótico                                                                          | Wright & Sanders                                                                                    | San Francisco          | California                                                | Destruida por el fuego que siguió al terremoto de San Francisco de 1906                                                                          | [ 126 ] [ 127 ]         |
|        | William H. Vanderbilt House                                                          | 1878                                                            | Neorrenacentista                                                                   | Richard Morris Hunt                                                                                 | Nueva York             | Nueva York                                                | Demolida en 1945 | [ 128 ]                 |
|        | The Breakers                                                                         | 1878                                                            | Reina Ana                                                                          | Peabody and Stearns                                                                                 | Newport                | Rhode Island                                              | Destruida en un incendio en 1892 y reemplazada por The Breakers                                                                                  | [ 129 ]                 |
|        | Mansión Charles Crocker                                                              | Años 1880                                                       | Segundo Imperio y Neoclásico                                                       | S. C. Bugbee & Son y Curlett & Cuthbertson                                                          | San Francisco          | California                                                | Destruida en el terremoto de San Francisco de 1906                                                                                               | [ 130 ]                 |
|        | Baywood Mansion                                                                      | 1880                                                            | Segundo Imperio                                                                    | | Pittsburgh             | Pensilvania                                               | | [ 131 ] [ 132 ]         |
|        | Castle Rock                                                                          | 1881                                                            | Neorrománico                                                                       | J. Morgan Slade                                                                                     | Garrison               | Nueva York                                                | Una residencia privada | [ 133 ]                 |
|        | Idle Hour                                                                            | 1882                                                            | Neotudor                                                                           | Richard Morris Hunt                                                                                 | Oakdale                | Nueva York                                                | Arrasada en un incendio en 1899 | [ 134 ]                 |
|        | Vinland Estate                                                                       | 1882                                                            | Neorrománico                                                                       | Peabody & Stearns                                                                                   | Newport                | Rhode Island                                              | Ahora la McAuley Hall, de la Salve Regina University                                                                                             | [ 135 ]                 |
|        | Villard Houses                                                                       | 1882                                                            | Neorrenacentista                                                                   | McKim, Mead & White                                                                                 | Nueva York             | Nueva York                                                | Ahora es parte del The New York Palace Hotel | [ 136 ] [ 137 ]         |
|        | Petit Chateau (casa de K. Vanderbilt House)                                          | 1882                                                            | Estilo château                                                                     | Richard Morris Hunt                                                                                 | Nueva York             | Nueva York                                                | Demolida en 1927 | [ 128 ]                 |
|        | Cornelius Vanderbilt II House                                                        | 1883                                                            | Estilo château                                                                     | Richard Morris Hunt George B. Post                                                                  | Nueva York             | Nueva York                                                | Demolida en 1926 | : 25                    |
|        | Florence and Eliza Vanderbilt House                                                  | 1883                                                            | Estilo château                                                                     | John B. Snook                                                                                       | Nueva York             | Nueva York                                                | 680 y 684 Fifth Avenue. Demolida en 1917 y 1925 respectivamente                                                                                  | [ 128 ]                 |
|        | Isaac Vail Brokaw House                                                              | 1883                                                            | Estilo château                                                                     | Rose and Stone                                                                                      | Nueva York             | Nueva York                                                | Demolida en 1965 |                         |
|        | Nickerson House                                                                      | 1883                                                            | Victoriano final                                                                   | Burling & Whitehouse                                                                                | Chicago                | Illinois                                                  | Alberga el Richard H. Driehaus Museum | [ 138 ]                 |
|        | W. A. Clark Mansion                                                                  | 1884                                                            | Neorrománico Victoriano                                                            | C. H. Brown                                                                                         | Butte                  | Montana                                                   | Ahora, un bed and breakfast | [ 139 ]                 |
|        | Mansión Winchester                                                                   | 1884                                                            | Reina Ana-Victoriano                                                               | Sarah Winchester                                                                                    | San José               | California                                                | Winchester no contrató un arquitecto y amplió el edificio según los azares de la moda                                                            | [ 140 ]                 |
|        | Mansión Palmer                                                                       | 1885                                                            | Neorrománico temprano-neogótico normando                                           | Henry Ives Cobb y Charles Sumner Frost                                                              | Chicago                | Illinois                                                  | Demolida en 1950 | [ 141 ] [ 142 ]         |
|        | Seaview Terrace                                                                      | 1885 (remodelada en c. 1923)                                    | Estilo château                                                                     | Howard Greenley                                                                                     | Newport                | Rhode Island                                              | Propiedad privada , no está abierta a visitas | [ 143 ]                 |
|        | Elm Court                                                                            | 1885                                                            | Shingle                                                                            | Peabody & Stearns                                                                                   | Lenox                  | Massachusetts                                             | | [ 144 ]                 |
|        | Rockwood Hall                                                                        | 1886                                                            | Isabelino                                                                          | Gervase Wheeler (1849 casa) Ebenezer L. Roberts y Carrère & Hastings (c. 1890 renovación)           | Mount Pleasant         | Nueva York                                                | Fue la segunda mayor casa de los EE. UU.; demolida hacia 1941.                                                                                   | [ 145 ]                 |
|        | Mansión Carson                                                                       | 1886                                                            | Reina Ana                                                                          | Samuel Newsom y Joseph Cather Newsom                                                                | Eureka                 | California                                                | "Considerada la mejor residencia victoriana de Estados Unidos."                                                                                  | [ 147 ]                 |
|        | Mansión James C. Flood                                                               | 1886                                                            | Neoclásico                                                                         | Augustus Laver; Willis Polk                                                                         | San Francisco          | California                                                | Ahora, sede del Pacific-Union Club | [ 148 ]                 |
|        | William G. Low House                                                                 | 1887                                                            | Shingle                                                                            | McKim, Mead & White                                                                                 | Bristol                | Rhode Island                                              | Demolida en 1962 | [ 149 ]                 |
|        | Hammersmith Farm                                                                     | 1887                                                            | Victoriano- Shingle                                                                | R. H. Robertson Olmsted Brothers (paisaje)                                                          | Newport                | Rhode Island                                              | Construida para John W. Auchincloss, tío de Hugh D. Auchincloss (padrino de Jacqueline Kennedy)                                                  | [ 150 ]                 |
|        | Roseland Manor (también conocida como the Strawberry Banks Manor House)              | 1887                                                            | Estilo château-Reina Ana                                                           | Arthur Crooks                                                                                       | Hampton                | Virginia                                                  | Destruida en un incendio en 1985 | [ 151 ]                 |
|        | Naumkeag                                                                             | 1887                                                            | Shingle                                                                            | Stanford White                                                                                      | Stockbridge            | Massachusetts                                             | | [ 152 ]                 |
|        | Castillo Richthofen                                                                  | 1887                                                            | Neogótico-Neotudor                                                                 | Alexander Cazin Maurice Biscoe y Henry Hewitt (1910 renovación) Jacques Benedict (1924, renovación) | Denver                 | Colorado                                                  | Construida para el Barón Walter von Richthofen                                                                                                   | [ 153 ]                 |
|        | Castillo Searles                                                                     | 1888                                                            | Neorrenacentista-Estilo château                                                    | McKim, Mead & White                                                                                 | Great Barrington       | Massachusetts                                             | Alberga la John Dewey Academy | [ 154 ]                 |
|        | Casa de James Bailey                                                                 | 1888                                                            | Neorrománico                                                                       | Samuel B. Reed                                                                                      | Nueva York             | Nueva York                                                | Construida para James Anthony Bailey director del Barnum & Bailey Circus                                                                         | [ 155 ]                 |
|        | Schwab-Dixon Mansion                                                                 | 1888                                                            | Románico richardsoniano                                                            | Frederick J. Osterling                                                                              | North Braddock         | Pensilvania                                               | Construida para Charles M. Schwab | [ 156 ] [ 157 ] [ 158 ] |
|        | James J. Hill House                                                                  | 1891                                                            | Románico richardsoniano                                                            | Peabody and Stearns                                                                                 | Saint Paul             | Minnesota                                                 | Operada por la Minnesota Historical Society | [ 159 ]                 |
|        | Rockhurst (también conocida como Aspen Hall)                                         | 1891                                                            | Estilo château                                                                     | Peabody & Stearns                                                                                   | Newport                | Rhode Island                                              | Demolida en 1955 para una promoción residencial                                                                                                  | [ 160 ]                 |
|        | Ochre Court                                                                          | 1892                                                            | Estilo château                                                                     | Richard Morris Hunt                                                                                 | Newport                | Rhode Island                                              | Propiedad de la Salve Regina University | [ 161 ]                 |
|        | James Hampden Robb and Cornelia Van Rensselaer Robb House                            | 1892                                                            | Neorrenacentista italiano                                                          | McKim, Mead & White                                                                                 | Nueva York             | Nueva York                                                | Ahora, una cooperativa de apartamentos | [ 162 ]                 |
|        | Mansión Pabst                                                                        | 1892                                                            | Neorrenacentista flamenco                                                          | George Ferry                                                                                        | Milwaukee              | Wisconsin                                                 | Ahora, una casa museo histórica | [ 163 ]                 |
|        | Holway Mansion                                                                       | 1892                                                            | Románico richardsoniano Reina Ana                                                  | Hugo Schick y Gustav Stolze                                                                         | La Crosse              | Wisconsin                                                 | Ahora, un bed and breakfast | [ 165 ]                 |
|        | Marble House                                                                         | 1892                                                            | Beaux-Arts                                                                         | Richard Morris Hunt                                                                                 | Newport                | Rhode Island                                              | Abierta al público y las visitas por la Preservation Society of Newport County                                                                   | [ 166 ] [ 167 ]         |
|        | Rough Point                                                                          | 1892                                                            | Inglés señorial                                                                    | Peabody & Stearns                                                                                   | Newport                | Rhode Island                                              | Construida para Frederick William Vanderbilt; propiedad y gestionada por la Newport Restoration Foundation                                       | [ 168 ]                 |
|        | Christian Heurich Mansion                                                            | 1892                                                            | Victoriano final                                                                   | Meyers, John Granville                                                                              | Washington D. C.       | Washington D. C.                                          | Anteriormente albergaba la Sociedad histórica de Washington D. C.                                                                                | [ 169 ]                 |
|        | Maymont                                                                              | 1893                                                            | Victoriano                                                                         | Edgerton S. Rogers                                                                                  | Richmond               | Virginia                                                  | Ahora, una casa museo histórica y arboretum | [ 171 ]                 |
|        | Florham                                                                              | 1893                                                            | Neobarroco inglés                                                                  | McKim, Mead & White Frederick Law Olmsted (pasisaje)                                                | Madison y Florham Park | Nueva Jersey                                              | Parte de la Fairleigh Dickinson University | [ 172 ]                 |
|        | Wheatleigh                                                                           | 1893                                                            | Neorrenacentista                                                                   | Peabody & Stearns                                                                                   | Lenox                  | Massachusetts                                             | Gestionada como un hotel | [ 173 ]                 |
|        | Ventfort Hall                                                                        | 1893                                                            | Neojacobino                                                                        | Rotch & Tilden                                                                                      | Lenox                  | Massachusetts                                             | Operada como una casa y museo de la Gilded Age                                                                                                   | [ 174 ]                 |
|        | Shadow Brook Farm                                                                    | 1893                                                            | Neotudor                                                                           | H. Neill Wilson                                                                                     | Stockbridge            | Massachusetts                                             | Arrasada por un fuego en 1956 | [ 175 ]                 |
|        | Lauder Greenway Estate                                                               | 1894                                                            | Neorrenacentista francés                                                           | | Greenwich              | Connecticut                                               | Durante un tiempo, fue la casa más cara de la historia de los Estados Unidos                                                                     | [ 176 ]                 |
|        | Henry T. Sloane House                                                                | 1894                                                            | Neorrenacentista francés                                                           | Carrère & Hastings                                                                                  | Nueva York             | Nueva York                                                | Propiedad de Hamad bin Khalifa Al Thani, antiguo Emir de Catar                                                                                   |                         |
|        | George B. Cox House                                                                  | 1894                                                            | Italianizante                                                                      | Samuel Hannaford                                                                                    | Cincinnati             | Ohio                                                      | Actualmente, sede de la Biblioteca Pública de Cincinnati                                                                                         | [ 178 ]                 |
|        | Estherwood                                                                           | 1894                                                            | Neorrenacentista                                                                   | Buchman & Deisler                                                                                   | Dobbs Ferry            | Nueva York                                                | Ahora, localizada en el campus de la The Masters School                                                                                          | [ 179 ]                 |
|        | Castillo Belcourt                                                                    | 1894                                                            | Estilo château                                                                     | Richard Morris Hunt (1894) John Russell Pope (1910)                                                 | Newport                | Rhode Island                                              | | [ 180 ]                 |
|        | The Breakers                                                                         | 1895                                                            | Neorrenacentista italiano                                                          | Richard Morris Hunt                                                                                 | Newport                | Rhode Island                                              | Construida por Cornelius Vanderbilt II, sustituida en 1878 por Breakers mansion (Propiedad de Pierre Lorillard IV)                               | [ 181 ]                 |
|        | Crossways                                                                            | 1895                                                            | Neocolonial                                                                        | Dudley Newton                                                                                       | Newport                | Rhode Island                                              | |                         |
|        | Woodlea                                                                              | 1895                                                            | Neorrenacentista y Beaux-Arts                                                      | McKim, Mead & White                                                                                 | Briarcliff Manor       | Nueva York                                                | Ahora, el Sleepy Hollow Country Club | [ 182 ]                 |
|        | Alexander Brown House                                                                | 1895                                                            | Románico richardsoniano                                                            | Gordon Wright                                                                                       | Syracuse               | Nueva York                                                | | [ 183 ]                 |
|        | Biltmore                                                                             | 1895                                                            | Estilo château                                                                     | Richard Morris Hunt Frederick Law Olmsted (paisaje)                                                 | Asheville              | Carolina del Norte                                        | Construida por George Washington Vanderbilt II, es la casa privada más grande de Estados Unidos                                                  | [ 184 ]                 |
|        | Cairnwood                                                                            | 1895                                                            | Beaux-Arts                                                                         | Carrère & Hastings                                                                                  | Bryn Athyn             | Pensilvania                                               | Propiedad de la Academy of the New Church | [ 185 ]                 |
|        | Castillo Grey Towers                                                                 | 1896                                                            | Neogótico                                                                          | Horace Trumbauer                                                                                    | Glenside               | Pensilvania                                               | Ahora, parte de la Arcadia University | [ 186 ]                 |
|        | Mrs. William B. Astor House                                                          | 1896                                                            | Neorrenacentista francés                                                           | Richard Morris Hunt                                                                                 | Nueva York             | Nueva York                                                | Demolida hacia 1926 | [ 187 ]                 |
|        | Poplar Hill (también conocida como the Dunnington Mansion)                           | 1897                                                            | Victoriano                                                                         | | Farmville              | Virginia                                                  | Casa señorial de 790 m² del barón del tabaco Walter Gray Dunnington que ha caído en mal estado                                                   |                         |
|        | Brookholt                                                                            | 1897                                                            | Neocolonial                                                                        | John Russell Pope                                                                                   | East Meadow            | Nueva York                                                | Destruida en un incendio en 1934 | [ 189 ]                 |
|        | Indian Neck Hall                                                                     | 1897                                                            | Neogeorgiano                                                                       | Ernest Flagg                                                                                        | Oakdale                | Nueva York                                                | Parte del campus de Long Island de la St. John's University                                                                                      | [ 190 ]                 |
|        | Gertrude Rhinelander Waldo House                                                     | 1898                                                            | Neorrenacentista francés                                                           | Kimball & Thompson                                                                                  | Nueva York             | Nueva York                                                | Ahora es la tienda bandera de Ralph Lauren | [ 191 ] [ 192 ]         |
|        | William H. Moore House                                                               | 1898                                                            | Neorrenacentista                                                                   | McKim, Mead & White                                                                                 | Nueva York             | Nueva York                                                | Antiguamente sede de la America-Israel Cultural Foundation                                                                                       | [ 193 ]                 |
|        | Oliver Gould Jennings House                                                          | 1898                                                            | Beaux-Arts                                                                         | Carrère & Hastings                                                                                  | Nueva York             | Nueva York                                                | Propiedad de Hamad bin Khalifa Al Thani, antiguo Emir de Catar                                                                                   |                         |
|        | Harry F. Sinclair House                                                              | 1898                                                            | Neogótico francés                                                                  | C. P. H. Gilbert                                                                                    | Nueva York             | Nueva York                                                | Desde 1955, ha sido propiedad de Ukrainian Institute of America                                                                                  | [ 194 ]                 |
|        | Stuyvesant Fish House                                                                | 1898                                                            | Italianizante                                                                      | McKim, Mead & White                                                                                 | Nueva York             | Nueva York                                                | Ahora, sede de Bloomberg Philanthropies | [ 195 ]                 |
|        | Elstowe Manor                                                                        | 1898                                                            | Neorrenacentista italiano                                                          | Horace Trumbauer                                                                                    | Elkins Park            | Pensilvania                                               | | [ 196 ]                 |
|        | Georgian Court                                                                       | 1899                                                            | Neogeorgiano                                                                       | Bruce Price                                                                                         | Lakewood               | Nueva Jersey                                              | Ahora, parte de la Georgian Court University | [ 197 ]                 |
|        | Henry W. Poor House (también conocida como Poor's Palace and Woodland)               | 1899                                                            | Neojacobino                                                                        | T. Henry Randall                                                                                    | Tuxedo Park            | Nueva York                                                | Última propiedad de Henry Morgan Tilford | [ 198 ]                 |
|        | Hyde Park                                                                            | 1899                                                            | Beaux-Arts                                                                         | McKim, Mead & White                                                                                 | Hyde Park              | Nueva York                                                | Propiedad y operada por el National Park Service (Vanderbilt Mansion National Historic Site)                                                     | [ 199 ] [ 200 ]         |
|        | Lynnewood Hall                                                                       | 1900                                                            | Neoclásico                                                                         | Horace Trumbauer                                                                                    | Elkins Park            | Pensilvania                                               | Predominantemente vacía desde 1952 |                         |
|        | Berryman Mansion                                                                     | 1900                                                            | Neocolonial                                                                        | | Smithfield             | Virginia                                                  | Construida para P.D. Gwaltney como regalo de boda para su hija que se casaba con F.R. Berryman.                                                  | [ 201 ]                 |
|        | P. D. Gwaltney Jr. House                                                             | 1901                                                            | Reina Ana                                                                          | | Smithfield             | Virginia                                                  | Perteneció a la familia Gwaltney hasta 2016. | [ 203 ]                 |
|        | Idle Hour                                                                            | 1901                                                            | Rural inglés                                                                       | Richard Howland Hunt                                                                                | Oakdale                | Nueva York                                                | Antiguamente parte del Dowling College | [ 134 ]                 |
|        | Waldheim                                                                             | 1901                                                            | Neotudor                                                                           | Olmstead Brothers (grounds)                                                                         | Scarborough-on-Hudson  | Nueva York                                                | Vendida en 1946, subdividida en lotes residenciales, y derribada en 1955                                                                         | [ 204 ]                 |
|        | Casa Benjamin N. Duke                                                                | 1901                                                            | Beaux-Arts                                                                         | Welch, Smith & Provot                                                                               | Nueva York             | Nueva York                                                | Propiedad de Carlos Slim | [ 205 ]                 |
|        | Andrew Carnegie Mansion                                                              | 1901                                                            | Neocolonial-Neogeorgiano                                                           | Babb, Cook & Willard                                                                                | Nueva York             | Nueva York                                                | Ahora, alberga el Cooper-Hewitt, Smithsonian Design Museum                                                                                       | [ 206 ]                 |
|        | Townsend House                                                                       | 1901                                                            | Beaux-Arts                                                                         | Carrère & Hastings                                                                                  | Washington D. C.       | Washington D. C.                                          | Alberga el Cosmos Club desde 1952 | [ 207 ]                 |
|        | Vernon Court                                                                         | 1901                                                            | clasicismo francés                                                                 | Carrère & Hastings                                                                                  | Newport                | Rhode Island                                              | Ahora, sede del National Museum of American Illustration.                                                                                        | [ 209 ]                 |
|        | The Elms                                                                             | 1901                                                            | neo clasicismo                                                                     | Horace Trumbauer                                                                                    | Newport                | Rhode Island                                              | Abierta al público y gestionada por la Preservation Society of Newport County                                                                    | [ 210 ] [ 211 ]         |
|        | Rosecliff                                                                            | 1902                                                            | Neobarroco francés                                                                 | McKim, Mead & White                                                                                 | Newport                | Rhode Island                                              | Abierta al público y conservada por la Preservation Society of Newport County                                                                    | [ 212 ]                 |
|        | Mansión Joseph Raphael De Lamar                                                      | 1902                                                            | Beaux-Arts                                                                         | C. P. H. Gilbert                                                                                    | Nueva York             | Nueva York                                                | Adquirida por la República de Polonia en 1973 alberga su Consulado General                                                                       | [ 213 ]                 |
|        | Harbor Hill                                                                          | 1902                                                            | Neorrenacentista francés                                                           | McKim, Mead & White                                                                                 | Roslyn                 | Nueva York                                                | Demolida en 1947 | [ 214 ]                 |
|        | Harry E. Donnell House                                                               | 1902                                                            | Neotudor                                                                           | Harry E. Donnell; Randall & Miller                                                                  | Eatons Neck            | Nueva York                                                | | [ 215 ]                 |
|        | Whitehall                                                                            | 1902                                                            | Beaux-Arts                                                                         | Pottier & Stymus, Carrère & Hastings                                                                | Palm Beach             | Florida                                                   | Abierta al público para visitas | [ 216 ]                 |
|        | The Mount                                                                            | 1902                                                            | Neogeorgiano                                                                       | Ogden Codman, Jr. y Francis L.V. Hoppin Beatrix Farrand (paisaje)                                   | Lenox                  | Massachusetts                                             | Casa de Edith Wharton; abierta al público | [ 217 ]                 |
|        | Isabella Stewart Gardner House                                                       | 1902                                                            | Neorrenacentista                                                                   | Willard T. Sears                                                                                    | Boston                 | Massachusetts                                             | Alberga el Isabella Stewart Gardner Museum | [ 218 ]                 |
|        | Rutherfurd Hall                                                                      | 1902                                                            | Neotudor                                                                           | Whitney Warren Olmsted Brothers (paisaje)                                                           | Allamuchy              | Nueva Jersey                                              | Propiedad y gestionada por el Allamuchy School District                                                                                          | [ 219 ]                 |
|        | Blairsden                                                                            | 1903                                                            | Neorrenacentista francés                                                           | Carrère & Hastings                                                                                  | Peapack-Gladstone      | Nueva Jersey                                              | Anteriormente casa de retiro de las Sisters of St. John the Baptist                                                                              | [ 220 ]                 |
|        | Walsh-McLean House                                                                   | 1903                                                            |                                                                                    | | Washington D. C.       | Washington D. C.                                          | Ahora, Embajada de Indonesia | [ 221 ]                 |
|        | Old Governor's Mansion                                                               | 1904                                                            | Neocolonial-Neogeorgiano-Ecléctico                                                 | Frank Packard                                                                                       | Columbus               | Ohio                                                      | Ahora, alberga la Columbus Foundation | [ 222 ]                 |
|        | Laurelton Hall                                                                       | 1905                                                            | Art Nouveau                                                                        | Louis Comfort Tiffany                                                                               | Laurel Hollow          | Nueva York                                                | Arrasada por un incendio en 1957 | [ 223 ]                 |
|        | James A. Burden House                                                                | 1905                                                            | Neorrenacentista italiano                                                          | Warren & Wetmore                                                                                    | Nueva York             | Nueva York                                                | Ahora, alberga la escuela inferior del Convento del Sagrado Corazón                                                                              | [ 224 ]                 |
|        | Morton F. Plant House                                                                | 1905                                                            | Neorrenacentista                                                                   | Robert W. Gibson Thierry W. Despont (renovaciones)                                                  | Nueva York             | Nueva York                                                | Ahora, una tienda Cartier | [ 226 ]                 |
|        | Anderson House                                                                       | 1905                                                            | Beaux-Arts                                                                         | Little & Browne                                                                                     | Washington D. C.       | Washington D. C.                                          | Ahora, alberga la sede principal de la Society of the Cincinnati                                                                                 | [ 227 ] [ 228 ]         |
|        | Casa Felix M. Warburg                                                                | 1906                                                            | Estilo château                                                                     | C. P. H. Gilbert                                                                                    | Nueva York             | Nueva York                                                | Ahora, alberga el Jewish Museum | [ 229 ]                 |
|        | Cedar Hall                                                                           | 1906                                                            | Reina Ana                                                                          | Vance & Allen                                                                                       | Hampton                | Virginia                                                  | Demolida en 1976. | [ 231 ] [ 232 ]         |
|        | McCook Mansion                                                                       | 1906                                                            | Neojacobino                                                                        | Pittsburgh                                                                                          | Pensilvania            | Un hotel boutique y miembro de Historic Hotels of America | [ 233 ] |                         |
|        | Charles M. Schwab House                                                              | 1906                                                            | Beaux-Arts                                                                         | Maurice Hébert                                                                                      | Nueva York             | Nueva York                                                | Demolida en 1947 | [ 234 ]                 |
|        | George J. Gould House                                                                | 1906                                                            | Neorrenacentista francés                                                           | Horace Trumbauer                                                                                    | Nueva York             | Nueva York                                                | Demolida y remplazada por un edificio de oficinas en 1963                                                                                        | [ 235 ]                 |
|        | Westbury House                                                                       | 1906                                                            | Neocarolino                                                                        | George A. Crawley                                                                                   | Old Westbury           | Nueva York                                                | Una casa museo abierta a visitas | [ 236 ]                 |
|        | Laurel Court                                                                         | 1907                                                            | Beaux-Arts, Neorrenacimiento                                                       | James Gamble Rogers                                                                                 | Cincinnati             | Ohio                                                      | Una residencia privada que puede visitarse mediante reservas                                                                                     | [ 237 ]                 |
|        | Glensheen Mansion                                                                    | 1908                                                            | Neojacobino                                                                        | Clarence H. Johnston Sr. Charles W. Leavitt, Jr.                                                    | Duluth                 | Minnesota                                                 | Operada por la University of Minnesota Duluth como una casa museo histórica                                                                      | [ 238 ]                 |
|        | residencia Huntington                                                                | 1909                                                            | estilo mediterráneo                                                                | Myron Hunt                                                                                          | San Marino             | California                                                | Antigua residencia de Henry E. Huntington, ahora una galería de arte.                                                                            | [ 239 ]                 |
|        | Nemours                                                                              | 1909                                                            | Neoclásico francés                                                                 | Carrère & Hastings                                                                                  | Wilmington             | Delaware                                                  | Propiedad de Nemours Foundation | [ 240 ]                 |
|        | Arden                                                                                | 1909                                                            |                                                                                    | Carrère & Hastings                                                                                  | Harriman               | Nueva York                                                | Propiedad de Research Center on Natural Conservation                                                                                             | [ 241 ] [ 242 ] [ 243 ] |
|        | Mrs. O. H. P. Belmont House                                                          | 1909                                                            | Neoclásico                                                                         | Hunt & Hunt                                                                                         | Nueva York             | Nueva York                                                | Demolida en 1951 | [ 244 ] [ 245 ]         |
|        | Perry Belmont House                                                                  | 1909                                                            | Beaux-Arts                                                                         | Ernest-Paul Sanson                                                                                  | Washington D. C.       | Washington D. C.                                          | Cuartel general del General Grand Chapter de la Order of the Eastern Star                                                                        | [ 246 ] [ 247 ]         |
|        | The Casements                                                                        | 1910                                                            | estilo Shingle                                                                     | | Ormond Beach           | Florida                                                   | Propiedad de la ciudad de Ormond Beach y usada como centro cultural y parque                                                                     | [ 248 ]                 |
|        | Melmar                                                                               | 1910                                                            | neo clasicismo                                                                     | | Huntingdon Valley      | Pensilvania                                               | Construida por Nicholas Biddle y Sarah Lippincott                                                                                                | [ 249 ] [ 250 ] [ 251 ] |
|        | William A. Clark House                                                               | 1911                                                            | Beaux-Arts Estilo château                                                          | Austin W. Lord, J. Monroe Hewlett, Washington Hull                                                  | Nueva York             | Nueva York                                                | Demolida en 1927 | [ 252 ]                 |
|        | Bellefontaine Mansion                                                                | 1912                                                            | Beaux-Arts                                                                         | Carrère & Hastings                                                                                  | Lenox                  | Massachusetts                                             | Ahora, parte de Canyon Ranch | [ 253 ]                 |
|        | Swannaoa                                                                             | 1912                                                            | Neorrenacentista italiano                                                          | Baskerville & Noland                                                                                | Nelson                 | Virginia                                                  | | [ 254 ]                 |
|        | Palacio Hempstead (también conocido como castillo Gould)                             | 1912                                                            | Neogótico                                                                          | August Allen                                                                                        | Sands Point            | Nueva York                                                | Iniciada por Howard Gould y completada por Daniel Guggenheim                                                                                     | [ 255 ]                 |
|        | Kykuit                                                                               | 1913                                                            | Neocolonial                                                                        | Delano & Aldrich William Welles Bosworth (renovación)                                               | Pocantico Hills        | Nueva York                                                | Propiedad de la National Trust for Historic Preservation                                                                                         | [ 256 ]                 |
|        | Villa Vizcaya                                                                        | 1914                                                            | estilo mediterráneo y Neobarroco                                                   | ll Hoffman]] Paul Chalfin (proyecto) Diego Suárez (paisaje)                                         | Miami                  | Florida                                                   | Alberga el Miami Dade Art Museum | [ 257 ]                 |
|        | Moreland-Hoffstot House                                                              | 1914                                                            | Neorrenacentista francés                                                           | Irwin, Paul                                                                                         | Pittsburgh             | Pensilvania                                               | | [ 258 ]                 |
|        | Henry Clay Frick House                                                               | 1914                                                            | Beaux-Arts                                                                         | Carrère & Hastings                                                                                  | Nueva York             | Nueva York                                                | Ahora, Alberga la Frick Collection | [ 259 ]                 |
|        | Willard D. Straight House                                                            | 1915                                                            | Neogeorgiano                                                                       | Delano & Aldrich                                                                                    | Nueva York             | Nueva York                                                | Ahora, residencia privada de Bruce Kovner | [ 260 ] [ 261 ]         |
|        | Stan Hywet Hall                                                                      | 1915                                                            | Neotudor                                                                           | Schneider, Charles S.; Manning, Warren H.                                                           | Akron                  | Ohio                                                      | Construida por Frank Seiberling | [ 262 ]                 |
|        | Filoli                                                                               | 1915                                                            | Neogeorgiano                                                                       | Willis Polk                                                                                         | Woodside               | California                                                | Propiedad de la National Trust for Historic Preservation y abierta al público                                                                    | [ 263 ]                 |
|        | Edward Hamlin Everett House                                                          | 1915                                                            | Beaux-Arts                                                                         | George Oakley Totten Jr.                                                                            | Washington D. C.       | Washington D. C.                                          | Anteriormente la Embajada de Turquía, ahora es la residencia del embajador                                                                       | [ 264 ]                 |
|        | Miramar                                                                              | 1915                                                            | Neoclásico francés                                                                 | Horace Trumbauer                                                                                    | Newport                | Rhode Island                                              | Jardines diseñados por el arquitecto paisajista Jacques Gréber                                                                                   | [ 265 ]                 |
|        | Branch House                                                                         | 1916                                                            | Neotudor- Neojacobino                                                              | John Russell Pope con Otto R. Eggers                                                                | Richmond               | Virginia                                                  | Oficinas de la Virginia Society del American Institute of Architects (VSAIA) y Sección del Museum of Architecture and Design.                    | [ 267 ]                 |
|        | Carolands                                                                            | 1916                                                            | Beaux-Arts-neo clasicismo                                                          | Ernest Sanson                                                                                       | Hillsborough           | California                                                | Propiedad de Carolands Foundation y abierta al público                                                                                           |                         |
|        | DuPont-Guest Estate (también conocida como White Eagle)                              | 1916                                                            | Neogeorgiano                                                                       | Carrère & Hastings                                                                                  | Brookville             | Nueva York                                                | Desde 1972, es parte del campus de la Old Westbury del New York Institute of Technology                                                          | [ 269 ]                 |
|        | Southways Estate                                                                     | 1918                                                            | Neogeorgiano y Neotudor                                                            | Harrie T. Lindeberg                                                                                 | Orono, Lake Minnetonka | Minnesota                                                 | Construida por John S. Pillsbury; demolida en 2018                                                                                               | [ 270 ]                 |
|        | Otto H. Kahn House                                                                   | 1918                                                            | Neorrenacentista italiano                                                          | J. Armstrong Stenhouse, C. P. H. Gilbert                                                            | Nueva York             | Nueva York                                                | Modelada según el Palacio de la Cancillería en Roma                                                                                              | [ 271 ]                 |
|        | Beacon Towers                                                                        | 1918                                                            | Neogótico Estilo château                                                           | Hunt & Hunt                                                                                         | Sands Point            | Nueva York                                                | Demolida en 1945 | [ 272 ]                 |
|        | Castillo Oheka                                                                       | 1919                                                            | Estilo château                                                                     | Delano & Aldrich Olmsted Brothers (paisaje)                                                         | West Hills             | Nueva York                                                | Miembro de Historic Hotels of America | [ 273 ]                 |
|        | Westbourne                                                                           | 1919                                                            | Neogeorgiano                                                                       | W. Duncan Lee                                                                                       | Richmond               | Virginia                                                  | Jardines diseñados por el arquitecto paisajista Charles F. Gillette                                                                              | [ 274 ]                 |
|        | Merrywood                                                                            | 1919                                                            | Neogeorgiano                                                                       | | McLean                 | Virginia                                                  | Casa de la niñez de Jacqueline Kennedy Onassis; Jardines diseñados por la arquitecta paisajista Beatrix Farrand                                  | [ 276 ]                 |
|        | Castillo Hearst                                                                      | 1919-1947                                                       | Neocolonial español, estilo mediterráneo                                           | Julia Morgan                                                                                        | San Simeon             | California                                                | Construida por William Randolph Hearst | [ 277 ]                 |
|        | Inisfada                                                                             | 1920                                                            | Neotudor                                                                           | John T. Windrim                                                                                     | North Hills            | Nueva York                                                | Demolida en diciembre de 2013 | [ 278 ]                 |
|        | Whitemarsh Hall                                                                      | 1921                                                            | Neogeorgiano                                                                       | Horace Trumbauer                                                                                    | Wyndmoor               | Pensilvania                                               | Demolida en 1980 | [ 279 ]                 |
|        | Lillian Sefton Dodge Estate (también conocida como Sefton Manor and Mill Neck Manor) | 1922                                                            | Neotudor                                                                           | Clinton and Russell                                                                                 | Mill Neck              | Nueva York                                                | Ahora, la Mill Neck Manor Lutheran School for the Deaf                                                                                           | [ 280 ]                 |
|        | Poplar Hill                                                                          | 1925                                                            | Neorrenacentista francés                                                           | Charles A. Platt                                                                                    | Glen Cove              | Nueva York                                                | Ahora, un centro de rehabilitación | [ 281 ]                 |
|        | Bois Doré                                                                            | 1927                                                            | Château francés                                                                    | Charles A. Platt                                                                                    | Newport                | Rhode Island                                              | Más adelante propiedad de los herederos de Carolyn Mary Skelly                                                                                   | [ 282 ]                 |
|        | Pinecroft                                                                            | 1928                                                            | Neotudor                                                                           | Dwight James Baum                                                                                   | Cincinnati             | Ohio                                                      | Construida por Powel Crosley, Jr. | [ 283 ]                 |